# Trois Royaumes de Chine
Vous lisez un « bon article » labellisé en 2020.
Pour un article plus général, voir Six dynasties.
Pour les articles homonymes, voir Trois Royaumes.
220–280
Entités précédentes :
- dynastie Han

Entités suivantes :
- dynastie Jin (265-420) : Dynastie Jin de l'Ouest (265-317)

Batailles
Yiling/Xiaoting - Campagne contre le Wu - Campagne du Sud - Hefei (231) - Hefei (233) - Expéditions de Zhuge Liang - Hefei (234) - Shiting - Liaodong - Offensive du Wu - Xingshi - Koguryo - Gaoping - Expéditions de Jiang Wei (Didao) - Dongxing - Hefei (253) - Shouchun - Cao Mao - chute du Shu - Zhong Hui - Chute du Wu
L'ère des « Trois Royaumes » (chinois traditionnel : 三國 ; pinyin : Sānguó) est une période de l'histoire chinoise qui commence en 220, après la chute de la dynastie Han (漢) et s'achève avec la réunification de la Chine par la dynastie des Jin occidentaux, en 280. C'est le début de la Chine médiévale. Les Trois Royaumes sont ceux de Wei (魏) au nord le long du fleuve Jaune, de Wu (吳) dans le sud-est, et de Shu (蜀) au sud-ouest dans le bassin du Sichuan.
Durant les deux dernières décennies du IIe siècle, l'empire Han se désagrège progressivement, divisé entre plusieurs seigneurs de la guerre rivaux. Au début du IIIe siècle, trois d'entre eux prennent une place prépondérante : Cao Cao puis son fils Cao Pi (Wei), Liu Bei (Shu-Han) et Sun Quan (Wu). Ils mettent en place les Trois Royaumes après l'abdication du dernier empereur Han, dont ils se disputent la succession, et se proclament chacun à son tour empereur dans les années 220. Leurs successeurs s'affrontent pour la domination de la Chine, avant d'être supplantés l'un après l'autre entre 265 et 280 par le clan Sima, qui fonde la dynastie Jin (晉). La période des Trois Royaumes est donc suivie de la dynastie des Jin occidentaux (265-317). Sur le plus long terme, la période des Trois Royaumes s’inscrit dans une longue séquence très agitée. S'ensuivent plus de trois siècles de division politique entre la Chine du Nord et la Chine du Sud, durant un « haut Moyen Âge » chinois que l'historiographie classique désigne comme la période des « Six Dynasties » (220-589).
Les tendances[Lesquelles ?] qui s'affirment durant le IIIe siècle chinois apparaissent dès la fin du siècle précédent (approximativement après 184), lorsque s'amorce la division de la Chine. Il convient donc de ne pas se limiter aux bornes chronologiques traditionnelles (220-280) pour les analyser. Se mettent alors en place plusieurs des traits caractéristiques du haut Moyen Âge chinois : fondation de royaumes par des seigneurs de la guerre se partageant la Chine, qui doivent composer avec de puissantes familles aristocratiques disposant d'un fort ancrage local, essor des régions méridionales du bassin du Yangzi Jiang qui développent une culture spécifique, renouveau d'écoles de pensée diverses en rupture avec le confucianisme officiel des Han, affirmation du taoïsme et du bouddhisme, etc.
Depuis l'époque médiévale, la période des Trois Royaumes jouit d'une grande popularité en Chine en raison de l'importance que la tradition accorde à plusieurs de ses grandes figures (Cao Cao, Liu Bei, Zhuge Liang, les Sept Sages de la forêt de bambous, etc.), entrées dans la légende et devenues de véritables archétypes. Depuis l'époque moderne, cette popularité s'est notamment renouvelée grâce au roman Les Trois Royaumes, composé au XIVe siècle par Luo Guanzhong, l'une des œuvres de fiction majeures de la littérature chinoise, et dont l'influence s'étend à l'étranger.

## Sources
L'histoire politique du IIIe siècle est connue grâce à trois sources historiographiques faisant partie des histoires officielles que chacune des dynasties dominant la Chine est censée faire rédiger sur celle qui l'a précédée. À la suite des Mémoires historiques de Sima Qian, ces textes comportent la description des événements ayant eu lieu dans un ordre chronologique sous la forme d'une chronique, ainsi que les biographies des grands personnages ayant vécu à la période concernée. Leurs rédacteurs émettent des jugements moraux sur les faits et les personnages qu'ils décrivent, effectuant un tri parmi des informations, mais s'appuient sur des documents officiels et des chroniques de l'époque, ce qui rend leur description des faits relativement fiable en dépit de son caractère biaisé.
L'histoire de la dynastie des Han postérieurs est couverte par le Livre des Han postérieurs (Hou Han shu), rédigé par Fan Ye (398-446) sous les Liu-Song. Elle est enrichie de commentaires des débuts de la dynastie Tang (première moitié du VIIe siècle), ainsi que de traités concernant notamment l'administration, qui se trouvaient à l'origine dans la Continuation du Livre des Han de Sima Biao (en) (v. 300).
La principale source sur la période des Trois Royaumes est celle qui la concerne directement, les Chroniques des Trois Royaumes (Sanguo zhi), rédigée par un seul auteur, Chen Shou (233-297), contemporain de la plupart des faits qu'il décrit. Cette histoire officielle est largement favorable à la dynastie des Cao-Wei, considérés comme étant les seuls des Trois Royaumes à avoir la légitimité pour dominer la Chine, et à leurs successeurs les Sima-Jin sous lesquels le récit fut rédigé. La Monographie des Trois Royaumes est tout de même divisée en trois parties concernant chacun des trois royaumes, et a acquis une belle réputation dans la Chine médiévale en raison de ses qualités littéraires. Divers faits volontairement cachés par Chen Shou, parce qu'il ne fallait pas froisser la dynastie Jin, sont rapportés par un commentaire officiel de la Monographie, effectué par Pei Songzhi (372-451) qui était actif sous les Song du Sud. Cet historien a également rajouté des biographies de personnages remarquables (notamment le penseur Wang Bi), à partir de sources historiographiques qui étaient à sa disposition mais qui ont disparu depuis.
La troisième chronique historiographique documentant la période est l'histoire officielle de la dynastie Jin (265-420), le Livre des Jin (Jin shu), rédigée durant la première moitié du VIIe siècle sous les auspices de l'empereur Taizong des Tang (626-649) qui en a surveillé la rédaction. Il s'agit d'une œuvre collective de plusieurs historiens accrédités par l'empereur, qui ont exploité divers documents de la période Jin et des textes historiographiques qui ont disparu depuis. Ils sont favorables au clan Sima qui a fondé la dynastie Jin, présentant ses fondateurs (Sima Yi, Sima Shi et Sima Zhao) comme des empereurs même s'ils ne l'ont jamais été.

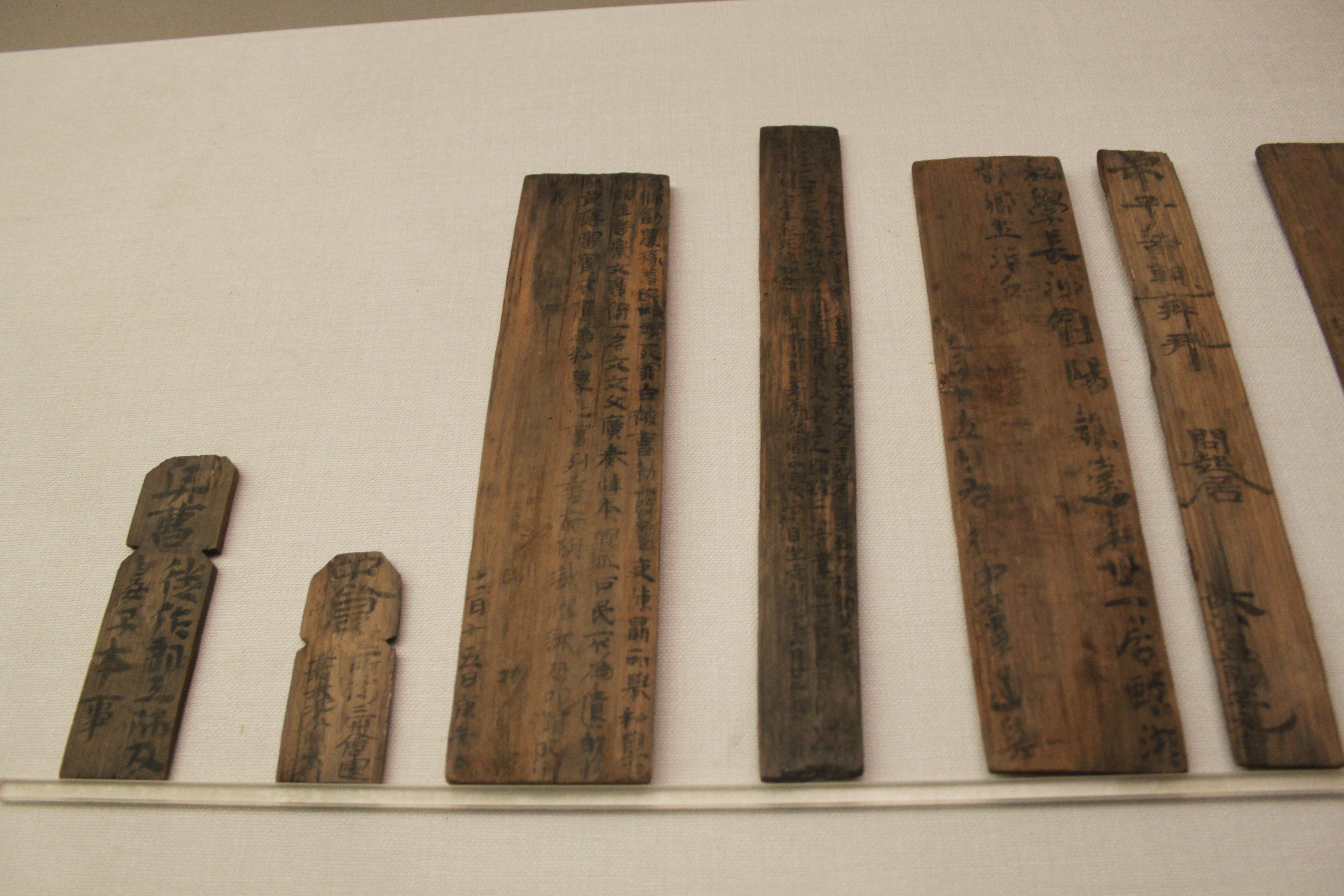
Écrits sur tablettes en bois du royaume de Wu mis au jour à Zoumalou. Musée provincial du Hunan.

Les découvertes archéologiques récentes permettent d'apporter une meilleure connaissance sur la période des Trois Royaumes, même si la chronologie est difficile à affiner. Il est en effet compliqué de faire la différence entre d'une part les sites de la fin des Han et ceux des débuts des Trois Royaumes, et d'autre part de ceux de la fin des Trois Royaumes et de la période des Jin occidentaux en raison du faible laps de temps écoulé entre ces époques, qui n'a pas vu la culture matérielle évoluer de façon substantielle. Les sites fouillés et datés du IIIe siècle sont essentiellement des tombes. Les découvertes archéologiques apportent également de nouvelles sources écrites : des dizaines de milliers de documents administratifs rédigés sur des tablettes de bois et des lamelles de bambous ont été retrouvés en 1996 à Zoumalou près de Changsha (Hunan), concernant le royaume de Wu (lamelles de bambou de Zoumalou) ; en quantité il s'agit du plus important corpus de textes retrouvé par des archéologues en Chine,.

## Cadre géographique et culturel: une opposition Nord-Sud

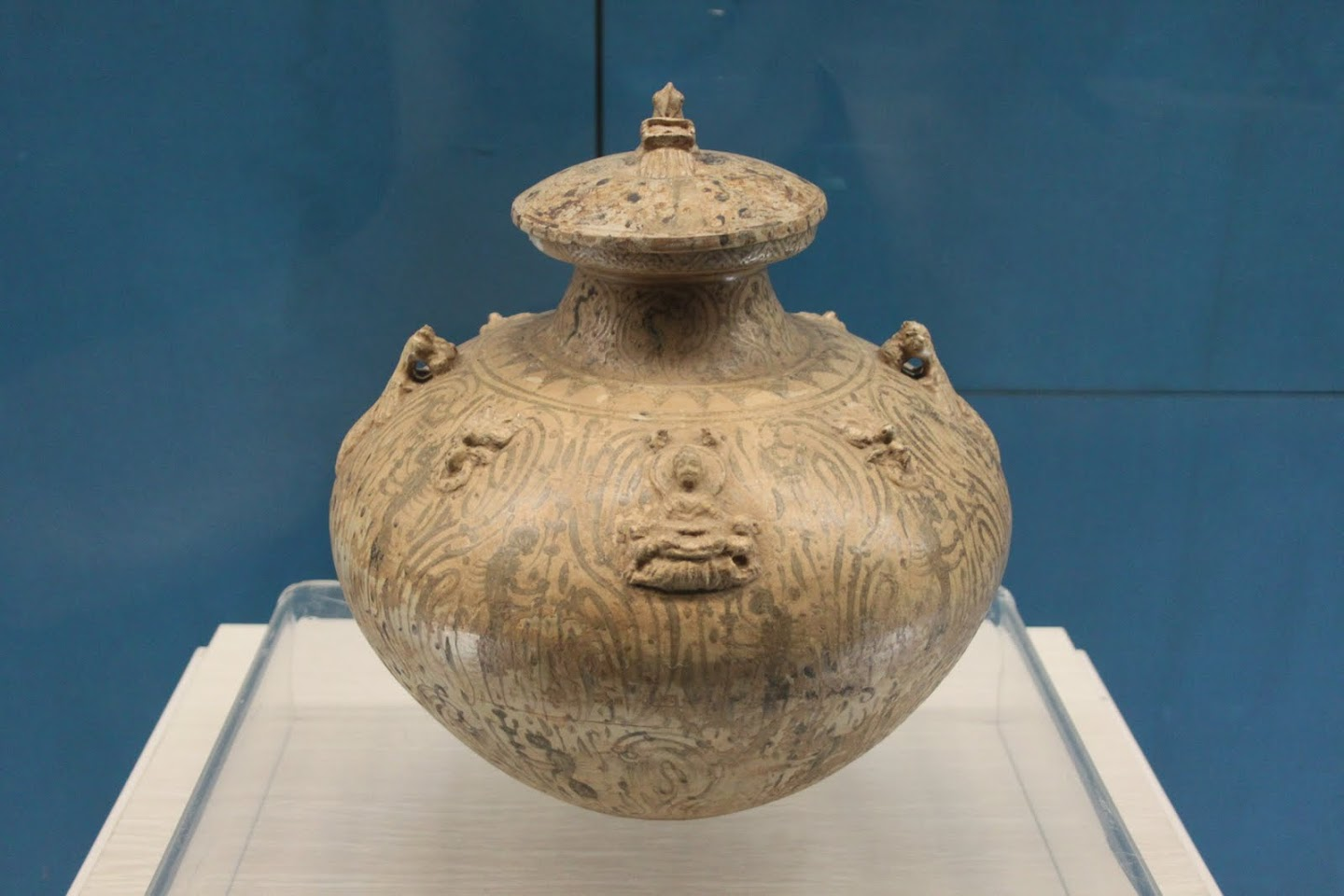
Pot à décor peint sous glaçure, grès céladon typique du pays de Wu. Thème taoïste : âmes et esprits vers le Paradis.

La civilisation chinoise émerge durant la période antique à partir de la région moyenne de la vallée du fleuve Jaune, la « Plaine centrale », avant de s'étendre peu à peu vers les régions voisines. Sous les Han, cette zone demeure le centre culturel des pays chinois, le centre de l'empire, et de loin la plus peuplée. Les siècles suivants sont marqués par un lent rééquilibrage en faveur du Sud, les régions situées autour du bassin du Yangzi et au-delà, dont la situation marginale s'estompe lentement mais sûrement. La période des Trois Royaumes est en partie marquée par ce mouvement, même s'il reste encore peu affirmé.
Les pays du bassin du fleuve Jaune sont les plus marqués par l'État centralisé qui s'y est affirmé depuis plusieurs siècles. Les problèmes agricoles, que ce soit la lutte contre les risques de sécheresse, l'irrigation, où la répartition des terres en culture, y sont aigus. Un autre problème vivace est la menace posée par les populations nomades ou semi-nomades vivant dans les steppes situées au Nord de la Grande Muraille, que les Chinois considèrent comme barbares, notamment les Xiongnu et les Xianbei. Il importe de les écarter ou les contrôler, sans quoi le Nord chinois est à la merci d'une invasion. Cela ne va pas sans favoriser les tendances guerrières des États du Nord, qui ne se privent pas du reste d'intégrer les habiles cavaliers des peuples des steppes. Ces diverses tendances se retrouvent dans l'évolution du royaume de Wei.
Les pays du bassin du Yangzi et du Sud chinois sont, quant à eux, marqués par un climat plus humide et un relief plus élevé, avec des espaces de collines et de moyennes montagnes isolant plusieurs régions. Le Sichuan est notamment situé géographiquement à l'écart des autres pays, ce qui explique pourquoi il est un lieu privilégié d'établissement de principautés ou royaumes autonomes, comme les Maîtres célestes puis Shu-Han à la période qui nous concerne. Les pays du Sud sont peu peuplés. Du point de vue agricole il s'agit donc de mettre en culture de nouvelles terres en y établissant des paysans. C'est une terre d'immigration depuis le Nord. Mais on y trouve aussi des populations autochtones, progressivement mises en minorité par les nouveaux venus. Leur influence culturelle est probablement en partie à l'origine de l'identité particulière de ces espaces méridionaux, visible dans le pays de Wu, notamment dans sa céramique originale.

## Histoire politique et militaire: fragmentation de l'empire et période des Trois Royaumes
| « Trois Royaumes » 220-280 : 60 ans                              | « Trois Royaumes » 220-280 : 60 ans                 |
| ---------------------------------------------------------------- | --------------------------------------------------- |
| Chine du Nord : Wei                                              | Chine du Sud-Ouest : Shu ; Chine du Sud-Est : Wu    |
| Brève réunification : Jin occidentaux à Luoyang 265-316 : 51 ans |                                                     |
| Nouvelles fragmentations                                         |                                                     |
| au Nord : « Seize Royaumes » : 304-439 : 135 ans                 | au Sud : Jin orientaux 317-420 : 103 ans            |
| « Dynasties du Nord »                                            | « Dynasties du Sud »                                |
| Wei du Nord 386-534 : 148 ans                                    | Liu Song 420-479 : 59 ans                           |
| Wei de l'Est 534-550 : 16 ans                                    | Qi ou Qi du Sud 479-502 : 23 ans                    |
| Wei de l'Ouest 535-556 : 21 ans                                  | Liang 502-557 : 55 ans                              |
| Qi du Nord 550-577 : 27 ans                                      | Liang postérieurs, ou Liang du Sud 555-587 : 32 ans |
| Zhou du Nord 557-581 : 24 ans                                    | Chen 557-589 : 32 ans                               |

L'empire des Han orientaux vers 140.

La période des « Trois Royaumes » stricto sensu, de 220 à 280, ne peut être comprise sans une évocation des décennies de lente agonie de la dynastie Han (en gros de 184 à 220). Les personnages marquants émergent en effet durant ces années, et certains n'ont pas connu la destitution des Han (en particulier Cao Cao), de même que les institutions politiques et sociales des Trois Royaumes. Cette période entendue au sens large fait quasiment un siècle, et est marquée par la fragmentation politique de l'empire Han, qu'aucun des grands généraux de l'époque n'est en mesure de réunifier. C'est devant ce constat que les potentats de Wei, Shu et Wu se proclament chacun à leur tour empereur dans les années 220, sans être en mesure de plus se départager par la suite. Wei, qui a hérité des régions les plus peuplées et prospères de Han, présente le plus la continuité avec les anciennes institutions. C'est de là que part le processus de réunification. Celle-ci n'est cependant pas le fait de la dynastie régnante mais d'une lignée de généraux, les Sima, fondateurs de la dynastie Jin.

### La chute de la dynastie Han et l'essor des seigneurs de la guerre
Les dernières décennies de la dynastie Han sont marquées par des tensions à la cour, opposant le groupe des eunuques à celui des aristocrates. Ils s'opposent dans le but d'exercer l'ascendant sur les empereurs, alors des personnages sans grand caractère ou autorité, montés sur le trône très jeunes. Ces tensions s'aggravent sous le règne de Lingdi (168-189), quand les eunuques font exécuter plusieurs hauts dignitaires qui tentent de les renverser. L'affaiblissement du pouvoir central consécutif à ces querelles de cour est aggravé en 184 par l'explosion, dans les provinces, d'une révolte d'inspiration « taoïsante », les Turbans jaunes. Elle est péniblement réprimée, sans pour autant que les foyers de tension ne s'éteignent totalement. Le pouvoir central perd progressivement le contrôle de ses provinces où s'affirment les élites locales.
C'est dans ce contexte qu'un groupe d'aristocrates a finalement raison de la faction des eunuques après la mort de Lingdi. Le général Yuan Shao les élimine, mais il doit laisser la place à Dong Zhuo, commandant des forces militaires du Nord-Ouest, qui investit la capitale Luoyang. Il dépose et fait tuer l'empereur Shaodi, et le remplace par Xiandi (189-220). Celui-ci, dernier empereur de la lignée des Han, n'exerce jamais la moindre autorité, passant sa vie sous le contrôle de seigneurs de la guerre qui dirigent désormais les destinées d'un empire en pleine décomposition,.

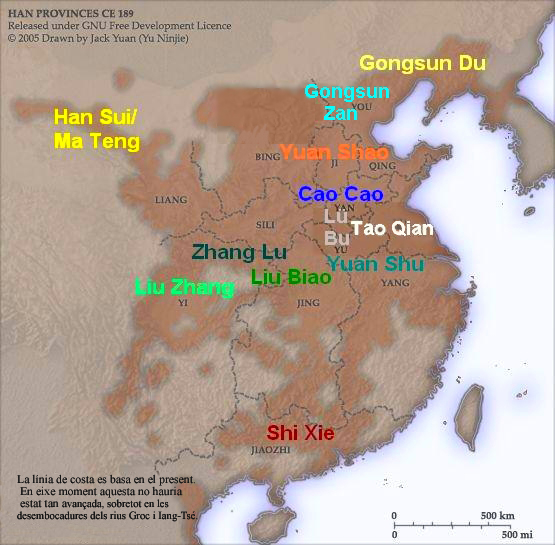
Carte de localisation des principaux seigneurs de la guerre en 194.

Yuan Shao menaçant ses positions à Luoyang, la capitale de l'empire, Dong Zhuo s'enfuit, non sans avoir massacré une partie de la haute aristocratie et incendié la ville. Il trouve refuge dans l'ancienne capitale occidentale Chang'an, où il se livre à de nouveaux massacres avant d'être renversé par le jeune général Lü Bu en 192. Parallèlement, plusieurs seigneurs de la guerre mettent la main sur diverses provinces de l'empire. Yuan Shao domine au Nord-Est, Cao Cao émerge plus au sud, à proximité de Yuan Shu ; Liu Biao plus au Sud dans la région du moyen Yangzi ; et au Sud-Est, Sun Jian puis son fils Sun Ce ; tandis qu'une partie du Sichuan est aux mains de la secte taoïste des Maîtres célestes dirigée par Zhang Lu et une autre sous la coupe du chef de guerre Liu Zhang ; à l'extrémité Nord-Est domine le clan Gongsun, dont le chef est alors Gongsun Zan ; dans l'extrême sud, à l'écart de ces conflits, un gouverneur local du nom de Shi Xie se rend autonome. Les trois premiers sont en position de force car situés à proximité de l'empereur, et c'est finalement Cao Cao qui met la main sur lui. Il s'assure ainsi une position décisive face à ses rivaux, car il peut invoquer la continuité dynastique et attirer, au moins dans un premier temps, les loyalistes,.
Yuan Shu et Lü Bu sont les premiers seigneurs de la guerre à disparaître à la suite de leurs échecs contre Cao Cao. Yuan Shao et Cao Cao se retrouvent alors face-à-face, avec les seigneurs de la guerre voisins comme alliés ou ennemis potentiels. Liu Biao choisit une position attentiste, Sun Ce se concentre sur le Sud-Ouest où il doit encore raffermir ses positions, Gongsun Zan affronte et est défait par Yuan Shao tandis que Cao Cao a maille à partir avec un nouveau venu, Liu Bei, qui s'était un temps rangé de son côté. L'affrontement décisif entre les deux grands seigneurs de la guerre du Nord a lieu à l'automne 200 à Guandu, et voit la victoire décisive de Cao Cao. Yuan Shao meurt peu après, et ses deux fils s'avèrent incapables de reprendre le flambeau : l'un est éliminé par Cao Cao, l'autre par Gongsun Kang, nouveau chef du clan Gongsun.

### La bataille de la Falaise Rouge et ses suites: l'échec de l'unification

Carte du déroulement supposé de la bataille de la Falaise Rouge et de la retraite de Cao Cao consécutive à celle-ci.

À la suite de sa victoire contre Yuan Shao, et fort de son contrôle sur la cour Han, Cao Cao est en position de force et il est sans doute alors vu par beaucoup comme celui qui doit réunifier la Chine. En 207, il doit combattre et vaincre les tribus Wuhuan qui menacent l'empire au Nord. Il peut alors se tourner vers les seigneurs de la guerre du Sud. Liu Biao, qui détient la position stratégique dans la région située à la charnière entre les régions du fleuve Jaune et du Yangzi, meurt en 208 et n'a pas de successeur à même de reprendre son héritage, laissant ainsi son territoire à la merci du plus fort. Cao Cao trouve alors un adversaire inattendu en la personne de Liu Bei, qui tient à lui barrer la route du Sud.
Liu Bei réussit à obtenir de justesse l'appui de Sun Quan, frère et successeur de Sun Ce, qui dispose des meilleures troupes navales, dirigées par son général Zhou Yu. Ils peuvent ainsi engager le combat sur le Yangzi face aux troupes de Cao Cao, qui a pour lui un large avantage numérique. La bataille de la Falaise Rouge qui oppose en 208 les deux camps est restée l'une des plus célèbres de l'histoire chinoise : grâce à une stratégie pensée par Zhou Yu et Zhuge Liang, le stratège de Liu Bei, les navires de ce dernier et de Sun Quan réussissent à incendier la flotte de Cao Cao qui doit rebrousser chemin. Il ne pourra jamais reprendre les régions méridionales, qui sont alors partagées entre les deux vainqueurs : Sun Quan voit ses positions renforcées dans la région basse du Yangzi, et Liu Bei s'établit dans le Sichuan après avoir éliminé Liu Zhang.
Cao Cao n'en reste pas moins le plus puissant. Dans les années qui suivent, il établit son contrôle sur la majeure partie de la plaine du fleuve Jaune, en éliminant notamment les petits chefs de guerre régnant à l'Ouest, et réorganise l'administration du territoire qu'il domine et son armée. Il réussit à soumettre Zhang Lu et les Maîtres célestes, même si Liu Bei l'empêche de dominer le Sichuan, infligeant quelques défaites à ses troupes. Ses campagnes contre Sun Quan restent également infructueuses. Au même moment, le front commun de ses deux ennemis de la Falaise Rouge se craquelle : leur victoire laisse en suspens la question de la domination de la région du moyen Yangzi, qui après des tensions est partagée entre les deux, la menace constituée par Cao Cao restant assez forte à ce stade pour les empêcher d'en venir aux armes.

### Trois empereurs rivaux se partagent la Chine

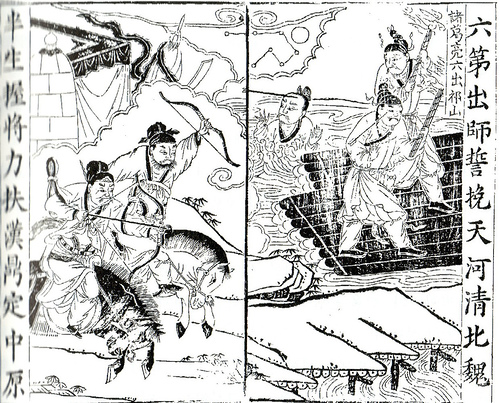
Combat entre troupes de Shu et de Wei dans la vallée de la rivière Wei, illustration du Roman des Trois Royaumes de la période de la dynastie Qing.

Dix ans après la bataille de la Falaise Rouge, les trois rivaux ont donc chacun mis la main sur une partie de la Chine : Cao Cao domine la moitié Nord, autour du fleuve Jaune ; Sun Quan occupe la basse vallée du Yangzi ; Liu Bei est établi au Sichuan et vers le moyen Yangzi. Le premier dispose du plus vaste et plus riche territoire, des restes de la haute administration Han et des élites intellectuelles. Mais sa fin de « règne » est ternie par son incapacité à soumettre ses deux rivaux méridionaux et des tensions à la cour, marquées notamment par une tentative d'assassinat à son encontre fomentée par des loyalistes Han. Il ne cherche jamais à renverser l'empereur Xiandi comme certains de ses conseillers le lui suggèrent, se contentant de titres de prestige comme celui de « roi de Wei », auquel Liu Bei lui répond en se parant d'un titre de rang similaire. Durant ces mêmes années, la rupture entre Sun Quan et Liu Bei est consommée : le premier dépêche son général Lü Meng pour prendre la province de Jing, disputée entre les deux, au cours de laquelle il remporte une victoire qui se solde par la mort du général Guan Yu, un des plus anciens fidèles de Liu Bei,,. Durant les années 210, Sun Quan obtient la soumission de Shi Xie et étend sa domination jusqu'au nord de l'actuel Vietnam (delta du fleuve Rouge),.
À la mort de Cao Cao en 220, son fils Cao Pi récupère ses titres puis franchit le pas en organisant l'abdication de l'empereur Xiandi à son profit : il se proclame alors empereur de Wei. La fin de la dynastie Han est ainsi entérinée après près de 40 ans de lente agonie. En réaction, Liu Bei se fait nommer empereur de Han, car il est descendant d'une branche collatérale de la dynastie et prétend prendre la tête de celle-ci. Soucieux d'assurer ses positions à la suite du conflit face à Liu Bei, Sun Quan reconnait un temps l'autorité nominale de Cao Pi, se parant du titre de roi de Wu (nom antique de la basse vallée du Yangzi), avant de la rejeter puis de prendre le titre d'empereur de Wu en 229. Le quatrième seigneur de la guerre resté indépendant, Gongsun Yuan, fils et successeur de Gongsun Kang, reste établi en Mandchourie du Sud (le pays de Yan) mais ne prétend jamais à un titre impérial. Il reste partagé entre allégeance à Wei et alliance avec Wu, ne jouant pas de rôle politique ou militaire important.
Sur le plan militaire, les trois empereurs ne sont pas en mesure de faire bouger les lignes dans les années qui suivent. La réplique de Liu Bei à la défaite infligée par Sun Quan se solde par un nouvel échec en 222. Liu Bei meurt l'année suivante, et son fils Liu Shan lui succède, alors que la paix est à nouveau de mise avec le Wu,. Le royaume Han-Shu est alors dirigé de facto par le général Zhuge Liang. À Wei, Cao Pi meurt en 226 et son fils Cao Rui lui succède.
Wei fait face à de nouvelles offensives de Zhuge Liang, qui cherche à passer par la région de la rivière Wei, autour de Qishan. Mais il essuie plusieurs revers. Sun Quan ne connait pas une meilleure fortune, ses généraux échouant dans des campagnes contre Wei. Il cherche l'alliance de Gongsun Yuan contre Wei, mais celui-ci la rejette, en faisant exécuter son ambassadeur en 233 et en envoyant sa tête à Wei en signe d'allégeance. En 234, Zhuge Liang trouve la mort au cours d'une nouvelle campagne contre Wei, et le royaume de Shu-Han, privé de dirigeant talentueux, décline.
Le royaume de Wei n'a alors plus de rival cherchant à le menacer. En 238, son plus brillant général, Sima Yi, ancien protégé de Cao Pi, parvient à éliminer Gongsun Yuan. L'année suivante, à la mort de Cao Rui, il est proclamé co-régent pour le compte de l'empereur Cao Fang, aux côtés du ministre Cao Shuang, qui se concentre sur les affaires administratives et la vie intellectuelle, laissant la direction des affaires militaires à Sima Yi,.
Les Trois royaumes ne cantonnent pas leurs ambitions militaires à la seule lutte contre leurs rivaux chinois. Ils reprennent également à leur compte le mouvement d'expansion vers les régions de l'extérieur qui a été très dynamique durant les plus belles heures des Han. Dans la foulée de l'unification du nord chinois, Wei réussit à étendre son influence en direction de l'ouest, recevant des tributs d'ambassadeurs de royaumes centre-asiatiques (comme Khotan et Karachahr), tandis qu'à la frontière la province de Dunhuang, avant-poste vers l'Asie intérieure, est florissant. Après la conquête de la Mandchourie, l'expansion se fait également vers l'est. Le général Guanqiu Jian mène plusieurs expéditions victorieuses contre Koguryo (le Nord de la Corée) qui aboutissent à la constitution de provinces servant de base à la politique diplomatique des Cao-Wei vers l'est. Ils entrent notamment en relations avec la « reine » Himiko du Yamatai, au Japon. Les deux royaumes méridionaux poussent quant à eux en direction du sud. À Shu, Zhuge Liang lance des expéditions contre les peuples du sud du Sichuan (prise de Nanzhong en 225). À Wu, Sun Quan renforce sa domination sur l'extrême sud de la Chine et le nord de l'actuel Vietnam). Disposant d'une importante flotte de guerre, il peut également attaquer les îles voisines : sans doute Taïwan, Hainan, peut-être aussi les îles Ryukyu et le sud de la Corée. Il dépêche au royaume de Funan (Cambodge) ses ambassadeurs Zhu Ying et Kang Tai, qui laissent des récits de leur voyage,.

### L'unification par les Sima-Jin

L'extension approximative des Trois royaumes vers 260, à la veille de la conquête de Shu par Wei.

Dans les Trois Royaumes, les familles impériales perdent progressivement leur autorité, retombant dans les travers qui avaient causé la perte des derniers empereurs Han. Cette situation profite aux généraux du clan Sima, qui parviennent à réunir la Chine.
À Wei, Sima Yi fort de ses succès militaires met progressivement la main sur la cour, en s'assurant le soutien d'une grande partie de la haute aristocratie. En 249, il élimine finalement Cao Shuang et de nombreux membres du clan Cao, tout en laissant le pouvoir nominal à l'empereur Cao Fang. Après sa mort en 251, ses fils Sima Shi (jusqu'en 255) et Sima Zhao (jusqu'en 265) assurent la relève. Le premier fait déposer Cao Fang en 254, et le remplace par Cao Mao, puis se débarrasse de son plus sérieux rival Guanqiu Jian en 255. Sima Zhao mate quant à lui la révolte du général Zhuge Dan en 257, puis fait tuer l'empereur Cao Mao en 260 après que celui-ci atenté de le faire assassiner. Il le remplace par un autre membre du clan Cao, Cao Huan, qui n'a pas une once d'autorité à Wei,.
À Shu-Han, le roi Liu Shan laisse le ministre Jiang Wan diriger le pays, puis prend les rênes du pouvoir en 246 à la mort de ce dernier. Il a laissé l'image d'un roi falot, négligeant les affaires militaires, pour passer son temps entouré de femmes et d'eunuques. Parmi ces derniers, c'est Huang Hao qui exerce la plus grande influence dans les affaires du royaume. Influence mauvaise si on en croit la postérité qui en a gardé l'image d'un personnage trompeur et opportuniste.
À Wu, Sun Quan, le dernier des fondateurs d'un des trois royaumes à être encore en vie, périt en 252. Sa succession est houleuse, et les dernières années du royaume sont marquées par de nombreux troubles impliquant rois et ministres issus de la haute aristocratie. Son fils Sun Liang (252-258) occupe le trône, le premier, sous la régence d'un de ses ministres, Zhuge Ke, qui est un neveu de Zhuge Liang. Ke remporte une victoire militaire contre Wei mais est incapable de pousser plus loin jusqu'en territoire ennemi. Peu après, il est assassiné par Sun Jun, un membre du clan impérial, qui prend à son tour l'ascendant sur l'empereur mais meurt trois ans plus tard. Un autre membre du clan impérial, Sun Chen (en), prend ensuite la direction des affaires du royaume, le tout dans un climat marqué par des révoltes provinciales. Sun Liang tente de se débarrasser de son ministre, mais celui-ci réagit et le destitue avant de l'envoyer dans un exil où il meurt, suicidé ou assassiné. Sun Chen intronise alors un autre fils de Sun Quan, Sun Xiu (258-265), qui s'empresse de l'éliminer. À sa mort en 265, les ministres les plus influents favorisent la montée sur le trône de son neveu Sun Hao, qui ne se montre pas plus capable que ses prédécesseurs à préserver la puissance de Wu.
Chacun des trois royaumes est alors passé sous le contrôle effectif de l'aristocratie, ne disposant plus de souverain exerçant effectivement le pouvoir. Les membres du clan Sima sont les plus puissants des chefs de guerre de cette période, et les seuls à prendre l'initiative sur le terrain militaire après l'élimination de leurs derniers rivaux à Wei. En 263, les troupes de Sima Zhao envahissent le Shu-Han et reçoivent la soumission de Liu Shan, qui est emmené en captivité à Luoyang où il passe ses dernières années. Le chef du clan Sima se proclame alors « roi de Jin », faisant là encore référence au nom d'un royaume antique. Quand il meurt en 265, lui succède son fils Sima Yan qui se proclame « empereur de Jin » en 266, destituant le dernier empereur Wei, Cao Huan.
Son dernier opposant, le roi de Wu, tente une ultime offensive en 271, qui est sans effet. Il doit finalement se rendre en 280 alors que les troupes de Jin ont envahi son royaume. Le dernier des Trois Royaumes tombe, ouvrant ainsi une brève période d'unification de la Chine sous l'égide des Jin.

## Des États militaires instables
Les Trois Royaumes partagent le fait d'avoir été fondés à partir des décombres de l'empire Han, à la suite des succès initiaux d'un grand général. Leur assise est donc militaire, et généralement la dynastie a des origines peu élevées. De fait, ils doivent composer avec d'autres chefs militaires à même de contester leur autorité en fonction de leur réussite au combat, et avec les grands propriétaires terriens qui concentrent un pouvoir moins important mais nettement plus stable. Le pouvoir des souverains de la période est donc précaire, très dépendant du sort des armes, puisqu'aucun d'entre eux n'a un prestige suffisant pour ne pas voir sa légitimité contestée en période d'affaiblissement. Les chefs d'État sont également confrontés au délitement de l'administration héritée des Han qu'il faut réorganiser voire repenser, et ils s'attellent à cette tâche avec des volontés et des succès divers. Les successeurs des fondateurs des États n'ont cependant pas été en mesure de faire face aux volontés des vieilles familles qui se voient concéder de plus en plus d'avantages, et finissent par favoriser les ambitions du clan Sima, qui peut capitaliser sur ses succès militaires pour réunifier la Chine.

### Seigneurs de la guerre et élites locales
La période de la chute de la dynastie Han voit s'amorcer une mutation qui accouche progressivement d'un nouveau type d'élites sociales caractéristiques de la période de division qui dure jusqu'à la réunification de la Chine par les Sui et les Tang. Il est le produit des évolutions politiques et sociales ayant eu lieu sous les Han postérieurs, accélérées par le contexte troublé de la chute de la dynastie et la fondation des Trois Royaumes.
On divise habituellement le groupe des élites de cette époque en deux ensembles, en fonction de l'origine de leur autorité :
- ceux qui doivent leur pouvoir à leurs succès militaires, leur charisme, d'où émergent de véritables seigneurs de la guerre se taillant des royaumes à base territoriale souvent à partir de rien, sans jamais réellement parvenir à les stabiliser en raison de la précarité de leur position, due essentiellement au sort des armes ;
- les familles de l'élite locale dont le pouvoir est hérité, patrimonial, dont la base de la richesse est plus ancienne, terrienne, reposant sur de grands domaines, nettement plus durables mais dont l'autorité dépasse rarement le cadre provincial.

Ces deux groupes sont évidemment en interaction constante.

#### Les seigneurs de la guerre, maîtres du jeu militaire et politique

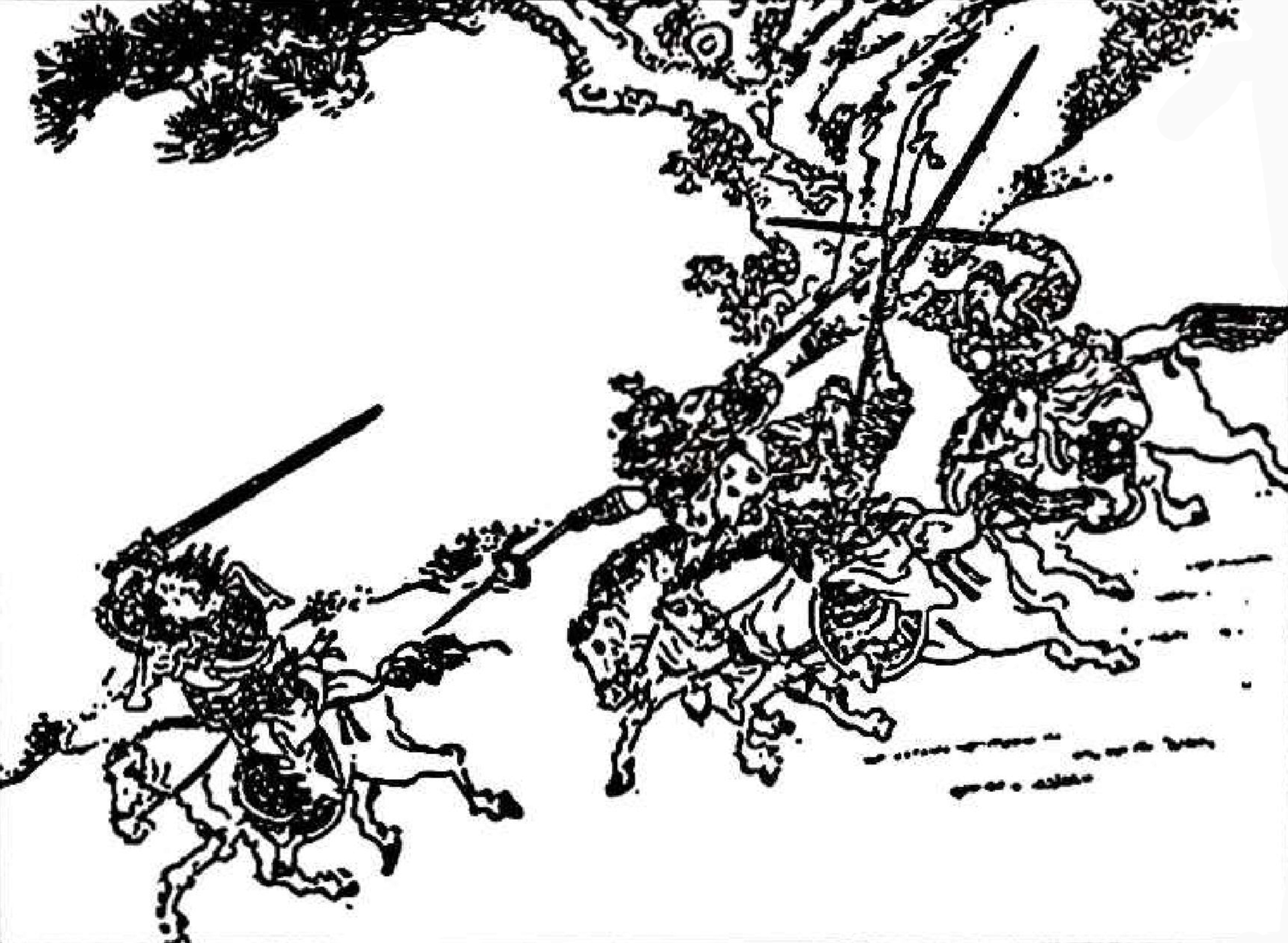
Illustration de la période Qing du Roman des Trois Royaumes : Liu Bei, Guan Yu et Zhang Fei combattant côte-à-côte contre les Turbans jaunes.

L'ascension des seigneurs de la guerre plonge ses racines dans l'évolution de l'organisation militaire sous les Han postérieurs. L'armée levée dans les provinces est à cette période remplacée par une armée destinée avant tout à la guerre frontalière contre les nomades du Nord. Elle est constituée d'engagés volontaires mais aussi de criminels forcés à intégrer l'armée, et de nomades incorporés après avoir été défaits. Les gouverneurs des provinces reçoivent la charge de lever et d'entretenir ces troupes, ce qui favorise l'installation de liens personnels entre eux et leurs soldats, et donc la constitution de véritables armées privées sur lesquels le pouvoir central n'a plus de prise. Cette tendance est renforcée par l'évolution du système des tenures militaires (voir plus bas) et la constitution de grands domaines à partir desquels les grands propriétaires peuvent lever des troupes. Quand les armées sont appelées pour mater la révolte des Turbans jaunes puis les troubles suivants, les généraux qui réussissent prennent définitivement l'ascendant sur un État moribond. Ils profitent des opportunités offertes par cette époque agitée pour renforcer leur assise territoriale et transformer leurs provinces en véritables principautés autonomes, devenant de véritables « seigneurs de la guerre ». Leurs origines sociales sont diverses et tous n'occupent pas des postes militaires importants au début du conflit : Yuan Shao est ainsi issu de l'aristocratie, Cao Cao est un fils d'officier de la cour, tandis que Sun Jian et Liu Bei, certes issus de familles revendiquant des aïeux prestigieux (respectivement le fameux stratège antique Sun Tzu et la famille impériale Han), viennent du milieu des fonctionnaires provinciaux modestes et ont donc connu une ascension sociale remarquable grâce à leurs réussites martiales. Par ailleurs des alliances se font entre ces personnages, les moins puissants venant gonfler les rangs des plus puissants - même s'il est courant que leur loyauté soit fluctuante. La compétition féroce entre ces commandants militaires aboutit à l'élimination de la plupart d'entre eux, jusqu'à la constitution des Trois Royaumes par les survivants.
Un des archétypes du seigneur de la guerre est Cao Cao. Il se taille progressivement une réputation de grand général et parvient à réunifier toute la Chine du Nord après avoir placé sous sa coupe les restes de la famille impériale Han. Il doit donc son succès aux conditions politiques du temps : « vil brigand en temps de paix, héros dans un monde troublé » aurait dit de lui un contemporain. C'est en effet un personnage ambigu, aux débuts houleux, amateur de chasse, autoritaire mais loyal envers ceux qui lui sont fidèles, qui se démarque par ses qualités guerrières et également stratégiques, puisqu'il est un des plus fins connaisseurs et commentateurs de l'Art de la guerre de Sun Zi, maître ouvrage de la pensée militaire de la Chine antique. Il aurait été également un très bon joueur de go, signe de son sens de la tactique.
Liu Bei, lui aussi passé à la postérité comme un combattant remarquable, est issu d'une famille pauvre, déclassée. Il a su s'affirmer en dépit de nombreux revers, après avoir servi d'autres chefs de guerre (Gongsun Zan, Cao Cao, Yuan Shang). Il reçoit l'aide de ses compagnons loyaux, entrés comme lui dans la légende : les vaillants généraux Guan Yu et Zhang Fei et celui qui est considéré comme le plus brillant stratège de l'époque, Zhuge Liang. D'autres ont eu moins de succès, mais représentent tout aussi bien ce groupe marqué par l'incertitude et les revers de fortune funestes. Yuan Shao, un des premiers généraux à émerger au moment de la chute des Han, se constitue une base territoriale mais subit une défaite face à Cao Cao peu avant de mourir. Ses fils Yuan Shang (en) et Yuan Tan (en) se querellent ensuite pour récupérer l'héritage paternel et finissent tués par d'autres chefs de guerre.
Les qualités d'hommes d'État de ces personnages sont appréciées diversement. Cao Cao est un réformateur très actif, tandis que Liu Bei ne se manifeste pas vraiment dans ce domaine. L'autre grand souverain de la période, Sun Quan, n'est pas un grand général. Il doit sa position aux succès de son père Sun Jian et de son frère Sun Ce et aux généraux qu'il a sous ses ordres (Zhou Yu, Lü Meng). Mais il fait preuve de qualités de chef de gouvernement. Pourtant, bien qu'ils ne soient pas en mesure d'établir des royaumes durables sur le long terme, le fait qu'ils puissent en constituer même pour quelques décennies à partir du chaos de la fin de l'empire Han témoigne de leurs qualités de meneurs d'hommes.
Du point de vue de la culture matérielle, quelques tombes des lignages de seigneurs de la guerre sont connues : celle de Cao Zhi, un prince de Wei, mise au jour à Yushan dans le Shandong, ou celle, à l'occupant inconnu (un autre membre du clan Cao ?), dégagée à Fancheng dans la préfecture de Xiangyang (Hubei). Elles ont livré un riche matériel funéraire témoignant du fait que ces familles ont acquis d'importantes richesses et repris les traditions funéraires des grandes familles princières de l'époque Han.

#### Les familles de l'élite locale

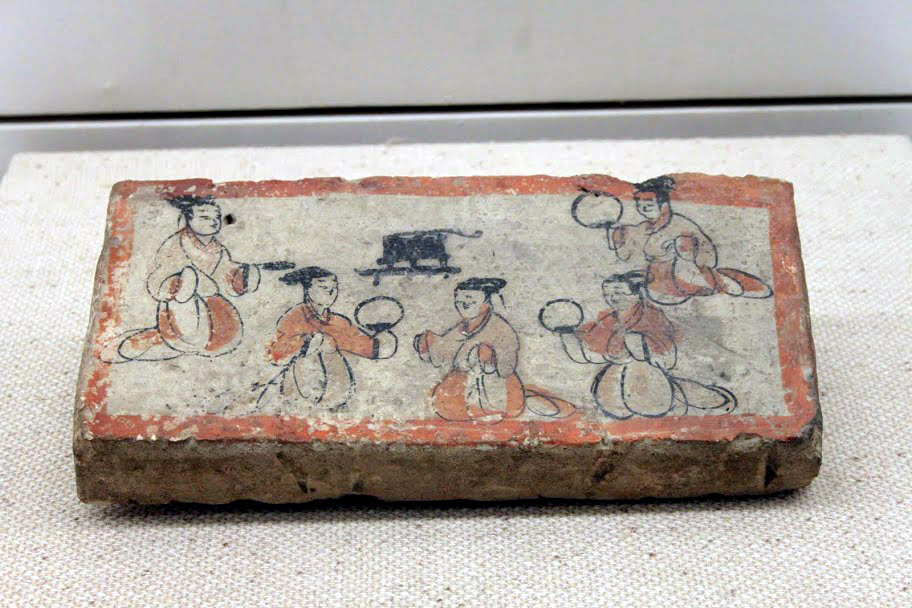
Brique peinte issue d'une tombe de l'élite de Wei représentant une scène de la vie domestique, musée du Henan.

L'élite locale est généralement issue de lignages anciens et bien implantés dans une région où leur autorité est reconnue, et donc incontournable. Elle gagne de plus en plus d'influence sous l'empire Han, profitant de l'endettement et l'appauvrissement progressif des paysans modestes qu'elle place sous sa coupe, mouvement qui s'accentue au moment de la déconfiture de l'empire.
La base de sa richesse est agricole. Cela se voit en particulier dans leurs tombes à chambre assez luxueuses, poursuivant la tradition de l'époque finale des Han. Les peintures y reproduisent souvent des scènes de vie rurale, et les maquettes en terre cuite ou en grès, dans la tradition des Han, représentent des bâtiments, des installations agricoles (puits, greniers, tours de garde de domaines, manoirs ruraux souvent fortifiés, etc.) et des serviteurs. Objets funéraires (mingqi) visant à rappeler au moment de la mort la base terrienne de la richesse du défunt.
Ces personnages importants se définissent par leur origine remontant à un ancêtre prestigieux, et leur identification à un terroir où se trouve le temple des ancêtres de la famille et le cimetière du lignage. Ces familles sont donc très stables géographiquement. Elles constituent de véritables dynasties locales, certaines perdurant depuis les Han jusqu'aux Tang. Les plus puissantes disposent d'une grande autorité sur ceux qui travaillent sur leurs domaines, et également sur un réseau étendu de dizaines, voire centaines de clans appartenant à leur lignage. D'autres dynasties s'attachent par des alliances matrimoniales, ou divers services, obligations et cadeaux, qui leur donnent un statut de protecteurs généreux et bienveillants. Ces familles épousent les valeurs de l'« aristocratie de fonction » servant l'empire Han : confucianisme (donc une forme de conservatisme social et moral), goût de l'écriture et de la littérature, richesse issue de domaines agricoles, paternalisme envers leurs serviteurs. Les plus puissants d'entre eux constituent un groupe aristocratique très influent, solidement implanté dans la haute administration des royaumes, se transmettant généralement leurs charges de façon héréditaire. Cette élite caractéristique de l'époque médiévale chinoise se maintient jusqu'à la période tardive de la dynastie Tang (IXe siècle).

#### Une élite sociale aux contours complexes

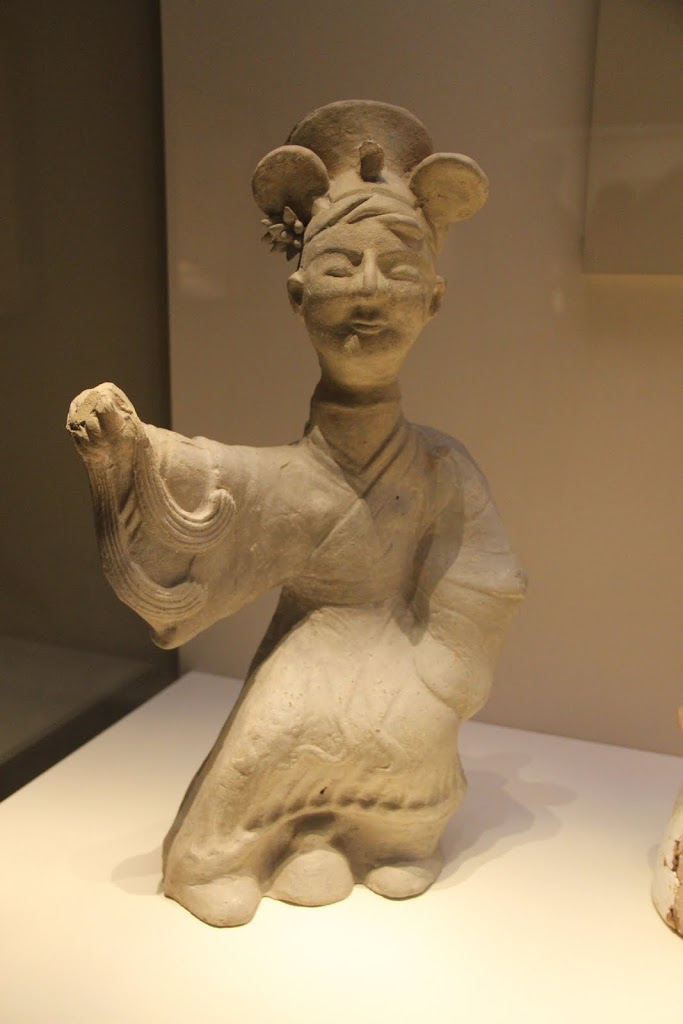
Musicien du royaume de Shu. Statuette funéraire mingqi, de terre cuite.

Dans les faits, il ne faut sans doute suivre de façon trop rigide l'opposition classique dans la tradition chinoise entre guerriers (wu) et civils (wen). Des généraux talentueux peuvent être issu de vieilles lignées aristocratiques éminentes (c'est le cas de Yuan Shao), et certains grands chefs de guerre ont aussi des goûts, voire des qualités de lettrés et se cherchent une assise territoriale, imitant par là l'élite traditionnelle (c'est le cas des Cao et des Sun).
Le cas des Sima, fondateurs de la dynastie Jin (265-420), est souvent retenu comme étant caractéristique des liens entre les deux groupes. Appartenant à l'origine au milieu militaire des Han postérieurs, ils connaissent leur ascension dans la mouvance de Cao Cao et de Cao Pi, avant de supplanter leurs prédécesseurs grâce aux talents militaires des chefs du lignage, en premier lieu Sima Yi. Pour mieux asseoir leur pouvoir, ils se constituent une généalogie fictive comprenant des ancêtres prestigieux, suivant les idéaux confucianistes qu'ils embrassent, et concluent des alliances matrimoniales avec les grandes familles.
Les femmes sont en effet des vecteurs d'influence des grandes familles, les patriarches de lignages cherchant à placer leurs filles et sœurs dans les familles d'autres grands personnages pour occuper une plus haute position. Cela n'est pas sans créer des troubles quand les deux familles se déchirent : Liu Bei épouse ainsi la sœur de Sun Quan. Mais au moment où des conflits éclatent entre les deux familles, celle-ci choisit le camp de sa famille d'origine. Elle essaye, dans le même temps, d'enlever Liu Shan, le fils aîné et héritier de Liu Bei, avant que celui-ci ne soit récupéré par des généraux de ce dernier.
Les études sur le milieu des élites des Trois Royaumes opposent couramment les stratégies des clans Cao et Sima. Le premier, marqué par l'autoritarisme de Cao Cao, aurait eu tendance à privilégier l'ascension d'hommes nouveaux distingués par leur mérite et leur loyauté mais ses membres auraient été isolés des élites établies. Quant aux élites de Sima, elles auraient, à l'inverse, privilégié leur intégration aux élites établies, pour se présenter comme leurs chefs contre le clan Cao. C'est ce qui leur aurait permis, finalement, d'occuper le trône impérial. Dans une grille de lecture marxiste, les Cao seraient les représentants d'un groupe de petits gentilshommes tandis que les Sima intégreraient et défendraient les intérêts des familles les plus puissantes disposant des grands domaines. En fait, l'échec des Cao-Wei est plus à chercher dans la précarité des positions des seigneurs de la guerre, ce qui vaut aussi pour les Shu-Han et les rois de Wu. Leur pouvoir est trop directement lié aux victoires militaires et jamais au contrôle d'un appareil étatique qu'ils ne parviennent pas à stabiliser. Ainsi, leurs successeurs ont du mal à préserver leur autorité en l'absence de nouveaux succès militaires. Ils finissent par voir leur autorité progressivement érodée et bousculée par l'élite aristocratique, aux assises plus solides, donc à même d'exploiter leurs faiblesses. Mais le pouvoir retombe finalement entre les mains d'un autre chef de guerre victorieux, seul à même de dominer un vaste territoire et de s'imposer, ne serait-ce qu'un temps, aux élites locales. Ce schéma se répète suivant des modalités similaires durant les siècles suivants.

### Des structures politiques en recomposition
Les Trois Royaumes sont donc fondés par des chefs de guerre qui parviennent à la suite de leurs succès à dominer certaines portions de l'ancien empire des Han, après avoir éliminé ou éloigné plusieurs de leurs rivaux. Ils tentent par la suite de donner plus de légitimité et de stabilité à leur pouvoir par différents moyens : prise d'un titre impérial, tentative de réorganisation de l'administration et des territoires conquis. Chacun des trois procède suivant ses propres modalités, avec des succès inégaux mais toujours insuffisants pour assurer un gouvernement durable en raison des nombreuses concessions faites aux lignages locaux et de l'évolution de la situation militaire.

#### La question de la légitimité impériale

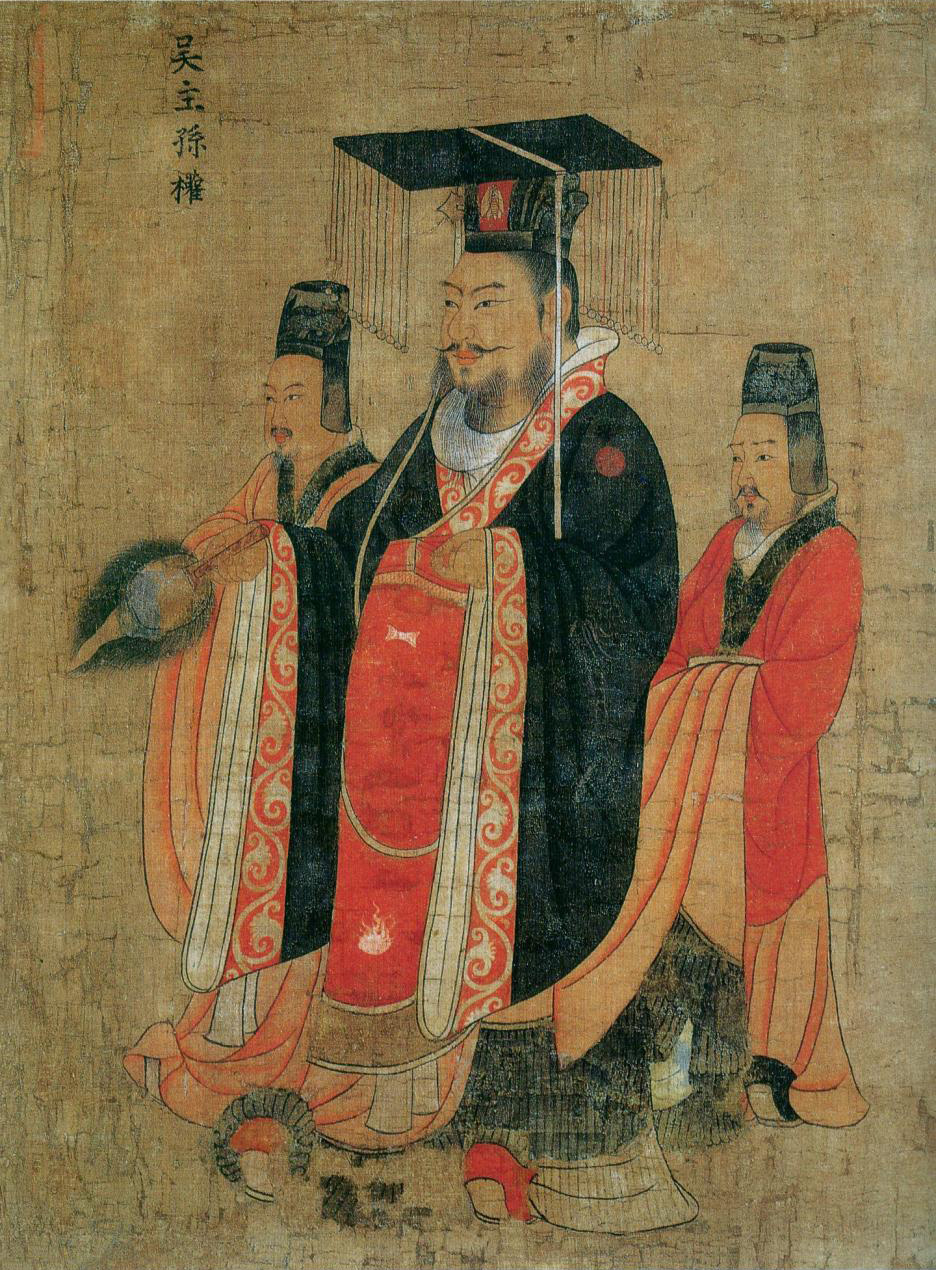
Sun Quan en costume d'empereur, peinture de Yan Liben (600-673).

Après leurs succès décisifs et leur implantation dans une partie de la Chine, et tant que l'empereur Han règne encore, les seigneurs de la guerre se parent de titres issus de l'ancienne hiérarchie des dignités de la dynastie Han, servant à marquer leur nouveau prestige. Cao Cao, qui garde le contrôle sur la famille Han, reste longtemps modeste dans ses titres : il se proclame chancelier en 208, devient « duc de Wei » en 213 (le Wei étant une région correspondant à un antique royaume combattant dans la lignée duquel Cao Cao désire se placer), puis « roi de Wei » en 216, titre normalement réservé à des princes de la famille royale. Par la suite il se voit attribuer de plus en plus d'honneurs faisant de lui un quasi-égal de l'empereur. Il existe alors un débat lié au déclin des Han : suivant la vision traditionnelle, le déclin de la dynastie Han signifie qu'elle a perdu son « mandat céleste » lui permettant de régner, et qu'une autre dynastie peut lui succéder. Mais certains affirment que le pouvoir acquis par Cao Cao ne suffit pas, et qu'il faut qu'il domine toute la Chine pour prouver sa légitimité. Cela explique pourquoi il faut près de 40 ans pour que la perte du pouvoir des Han soit consacrée officiellement.
C'est Cao Pi qui franchit le pas en se proclamant empereur de Wei et en destituant le dernier empereur Han, après une cérémonie d'abdication de celui-ci, initiée pour l'occasion. Quelques années plus tard, cela se retourne contre les Cao-Wei quand le dernier empereur de leur lignée est destitué de la même manière et sous de mêmes prétextes par le premier empereur des Sima-Jin.
En réaction aux prétentions des Cao, qu'il considère comme des usurpateurs, Liu Bei proclame son droit à des titres similaires. Il s'appuie pour cela sur le fait que sa famille passe pour être une branche collatérale de la dynastie Han (avec laquelle elle partage le nom de famille Liu), puisqu'elle descendrait du fondateur de l'empire Han, Liu Bang/Gaozu. Suivant le même rythme que les Cao-Wei, Liu Bei reprend d'abord le titre de « roi de Hanzhong » dont disposait son illustre prédécesseur. Puis, après la destitution de l'empereur Han, il se déclare lui-même empereur des Han. La théorie politique développée dans son royaume prétend que la lignée Han se divise en plusieurs sous-lignées, les Han antérieurs (206 av. J.-C.-9) étant les « grands frères », auxquels ont succédé les Han postérieurs (25-220) qui sont les « frères cadets », puis la nouvelle dynastie fondée par Liu Bei serait leur « petit frère ».
Le troisième grand chef de guerre, Sun Quan, suit avec un peu de retard ses deux rivaux, sans doute parce qu'il a moins de prétentions à cette légitimité. Reconnaissant, un temps, la suprématie nominale de Cao Cao, il ne se proclame empereur de Wu (là encore un nom issu d'un royaume de l'Antiquité) qu'en 229. De fait, l'historiographie chinoise postérieure s'accorde à dire qu'il n'a pas de légitimité impériale, et attribue alternativement celle-ci à un de ses deux rivaux.

#### Une époque de réformes
Ayant un pouvoir à base militaire, les fondateurs des Trois Royaumes ont des qualités et capacités inégales de chefs d'administration, et ne peuvent pas forcément s'appuyer sur des ministres capables dans ce domaine.
Les Cao-Wei ont un indéniable avantage, puisqu'ils dirigent la majeure partie de l'ancien empire Han, en tout cas ses territoires les plus riches et les plus peuplés, mais aussi les mieux administrés, et qu'ils conservent une partie des hauts administrateurs des Han. Cao Cao entreprend plusieurs réformes afin de réorganiser l'empire Han finissant, et ses expériences connaissent des destinées diverses sous ses successeurs des dynasties Wei et Jin. Il réforme tout d'abord le recrutement de l'administration sur une base qui se veut méritocratique, avec le système dit des « Neuf rangs » (jiupin), qui prévoit une sélection des personnes les plus capables pour occuper les postes à pourvoir. Mais ce système évolue finalement dans le courant du IIIe siècle à l'avantage des aristocrates. Ceux-ci en font un système permettant de légitimer la succession aux postes administratifs sur une base héréditaire qui prend en compte des critères à l'avantage des élites lettrés, ainsi que le statut du père du candidat. Cao Cao et Cao Pi entreprennent également la mise par écrit d'un code juridique reprenant l'héritage législatif des Han tout en le durcissant. Le premier empereur des Sima-Jin prolonge ces mesures en faisant à son tour rédiger un code plus important, promulgué en 268.

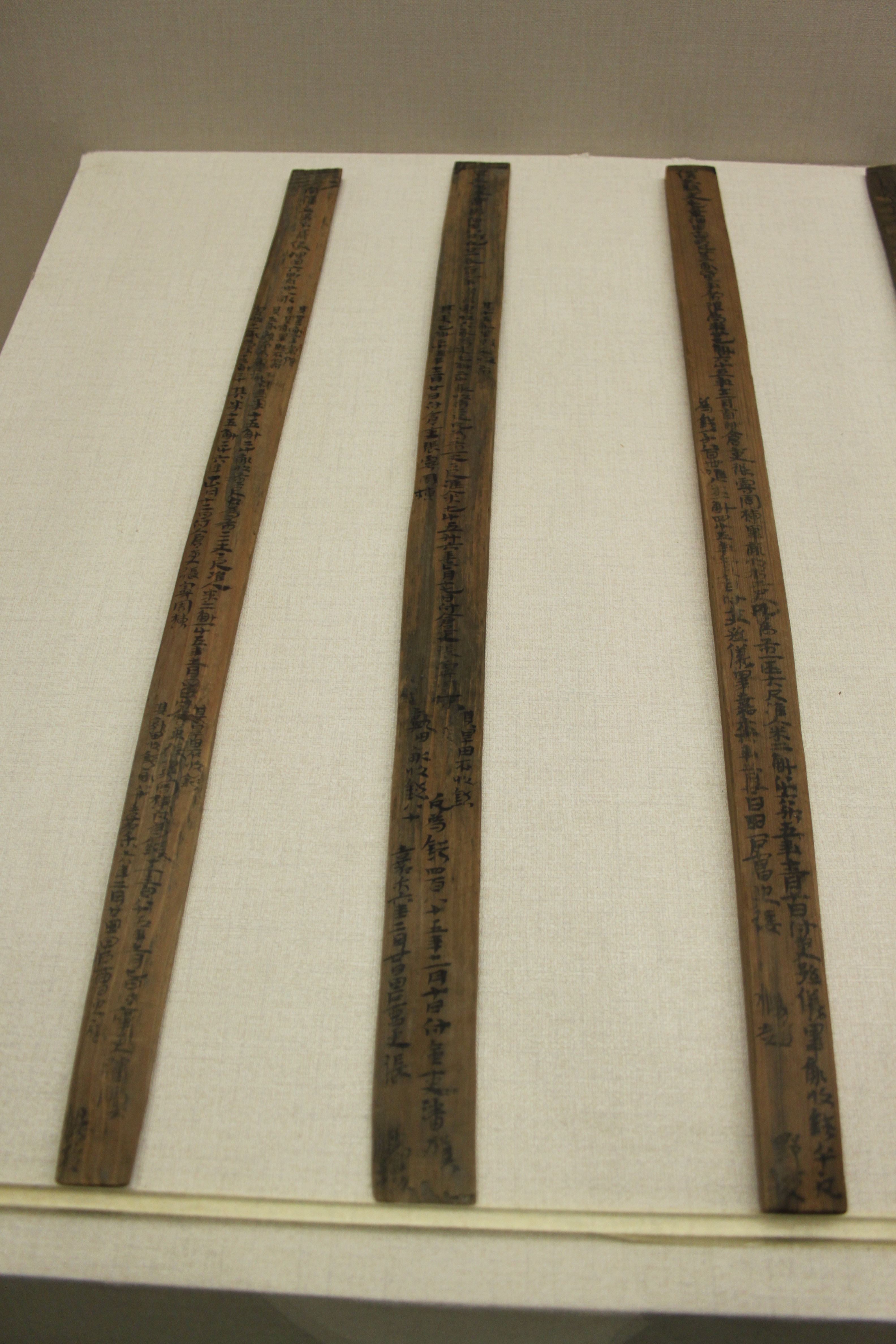
Écrits sur lamelles en bambou du royaume de Wu mis au jour à Zoumalou. Musée provincial du Hunan.

L'autre volet important des réformes entreprises au IIIe siècle concerne l'armée et l'agriculture. Ces deux sujets sont généralement liées, car l'agriculture permet l'entretien financier de l'armée. Le problème est d'autant plus aigu à ce moment-là que les troubles militaires ont laissé de nombreuses régions agricoles sous-peuplées à la suite de massacres et de fuites. Cao Cao reprend le système des colonies agricoles militaires (tuntian) frontalières existant sous les Han (notamment dans le Nord), mais les transporte à l'intérieur même de la Chine. Ces colonies sont constituées, en 196, de Turbans jaunes déportés et implantés dans la vallée du fleuve Jaune. Plus tard, Cao Cao installe également dans l'actuel Shanxi des groupes de Xiongnu après les avoir vaincus. Il poursuit ainsi la politique d'incorporation de troupes « barbares » dans les armées des royaumes chinois, qui existait déjà sous les Han. Les résidents de ces colonies doivent accomplir leur service militaire, et cette charge se transmet suivant un principe héréditaire. Plus largement, le système fiscal des Han postérieurs est modifié par Cao Cao : il augmente la place des prélèvements en nature (grains et étoffes ; système appelé hudiao), au détriment de la capitation prélevée en monnaie (suanfu). Dans le royaume de Wu, le système des colonies intègre les populations de réfugiés, mais aussi des criminels et des esclaves publics, et n'est pas rattaché à l'administration militaire - c'est ce que documentent les lamelles de bambou de Zoumalou (Changsha) datées des années 230. Ces textes indiquent également que le système fiscal de base des Han y est conservé, mais alourdi par des augmentations de taux et la création de nouvelles contributions. La politique de colonies agricoles et de concession de terres prend apparemment un tournant défavorable aux États : les colonies tuntian sont peu à peu concédées à des lignages alliés du pouvoir en échange de leurs services (généraux, hauts dignitaires civils), qui ne tardent pas à considérer ces terres et leurs hommes comme leur propre patrimoine. Cela a pour effet de priver de ressources l'État, et place directement les dépendants agricoles et militaires sous la coupe de l'élite terrienne. Cette élite dispose ainsi de travailleurs et de soldats à son service.

#### Des royaumes à la gouvernance inégale
Finalement, il apparaît que les Trois Royaumes sont incapables de mettre en place des structures à même de les imposer dans la durée, mais leurs accomplissements sur le plan de l'organisation politique sont diversement appréciés.
- Comme avancé par Rafe de Crespigny, c'est sans doute le royaume des Cao-Wei, ayant hérité de la majeure partie de ce qu'il restait de l'appareil d'État Han, de la population et des moyens militaires, puis consolidé par les mesures novatrices de Cao Cao, qui est le plus solide. Il sert de base à la reconquête de la Chine par les Sima-Jin et de modèle pour les royaumes de la Chine durant les siècles de division qui suivent[77].
- Le royaume de Wu est dans une moindre mesure le lieu de nouvelles expériences d'administration et de mise en valeur du territoire, mais il est vite passé sous le contrôle de l'aristocratie locale dont l'objectif prioritaire est la préservation de ses positions. Replacé dans la longue durée, il a contribué de façon non négligeable à l'essor de la région basse du Yangzi où s'installent par la suite d'autres royaumes qui reprennent son héritage (Jin de l'Est, Song du Sud et autres « dynasties du Sud », etc.)[78].
- Les gouvernants du royaume Han-Shu semblent quant à eux s'être contentés d'un royaume disposant du minimum administratif sans chercher à développer les ressources locales ; issus de militaires exilés qui ont atterri dans le Sichuan bien malgré eux et toujours désireux de s'emparer du pouvoir dans le Nord, ce royaume reste, suivant les termes de Rafe de Crespigny, une « entreprise d'un seigneur de la guerre dans un État provincial »[79].

## Un renouveau culturel
Avec l'effondrement de l'empire Han s'ouvre une période durant laquelle le pouvoir est moins en mesure de promouvoir une pensée dominante, le confucianisme, ce qui favorise l'essor de différents courants issus de pensées anciennes mais reléguées au second plan sous les Han, en particulier le taoïsme.
Les événements et évolutions politiques jouent donc un grand rôle dans l'évolution des réflexions de l'époque. Les lettrés sont souvent réprimés ou en fuite à cause de la rivalité entre nobles et eunuques à la cour Han, à cause de l'incendie de la bibliothèque impériale des Han par les troupes de Dong Zhuo, et en raison de la dispersion des lettrés qui s'ensuivit. Certains trouvent ensuite refuge auprès de Liu Biao, puis de Cao Cao et des autres membres du clan Cao qui sont de véritables mécènes (Cao Pi, Cao Zhi, Cao Shuang). Ils favorisent de brillants écrivains et penseurs (Sept Lettrés de Jian'an, courant des « causeries pures » et école du Mystère), avant que l'affirmation des Sima ne s'accompagne d'un retour du confucianisme. La cour de Sun Quan est également propice à l'émergence d'une tradition méridionale qui s'affirme durant les siècles suivants.
Les différents mouvements de rébellion taoïstes (Turbans jaunes et Maîtres célestes) ont, quant à eux, accompagné l'émergence de la religion taoïste, tandis que le bouddhisme s'affirmait de plus en plus, appuyé par certains souverains (à Wu en particulier). Les troubles politiques incitèrent également certains fonctionnaires déchus à se livrer à des réflexions sur les bienfaits du retrait du monde et le rejet des carrières officielles (Sept Sages de la forêt de bambous).

### Un âge d'or de la poésie
La forme de littérature la plus en vogue à la fin des Han est la poésie lyrique, qui avait connu un bel essor avec le style du « Bureau de la musique » (yuefu) des Han, dont les membres collectaient des poèmes du folklore de leur temps ou en composaient. Ils ont couché par écrit des poèmes très variés, allant de la ballade, traitant de sujets liés à la vie quotidienne du peuple et des élites, ou des hymnes sacrificiels. La forme la plus pratiquée est celle appelée fu, dans laquelle dominent les passages en prose, mais souvent en alternance avec des passages rimés, faisant un usage du procédé de parallélisme.
C'est à partir de ce fonds que des poètes développent des compositions plus originales dans les premières décennies du IIIe siècle, l'« ère Jian'an » (196-220). Elles ont une tonalité plus personnelle, parfois caustique, souvent mélancolique, se lamentant sur la brièveté de l'existence et des plaisirs, ce qu'il faut sans doute mettre en lien avec les troubles de l'époque. La tradition en a retenu un groupe des « Sept Lettrés de Jian'an » : Kong Rong, Chen Lin, Wang Can, Xu Gan, Ruan Yu, Ying Chang et Liu Zhen. Une autre grande figure de la poésie de cette époque est la poétesse Cai Yan, à laquelle ont été attribués plusieurs poèmes reprenant les thématiques de l'époque, dont l'authenticité a parfois été contestée.
Les Cao participent activement à cet essor. Plusieurs poètes sont accueillis à la cour de Cao Cao et ce général est lui-même un poète remarquable maniant avec habileté l'art du yuefu, abordant les malheurs du temps (la guerre), certains poèmes étant des résumés d'événements historiques, mais aussi le destin et l'angoisse de la mort. Il a également composé des poèmes en prose. Son goût pour la poésie et la littérature se retrouve chez ses fils. Cao Zhi, qui s'illustre dans tous les genres poétiques en vogue à l'époque. Dans ses jeunes années, il écrit surtout sur les délices de la vie de jeune aristocrate (arts martiaux, littérature) tout en étant lucide sur les difficultés de son époque. Dans la deuxième partie de sa vie, marquée par sa mise à l'écart par son frère devenu empereur, il aborde des sujets plus tristes, liés à son incompréhension du refus de son frère de le laisser l'aider dans les affaires du royaume, et l'angoisse de la mort, les immortels. Cao Pi s'illustre, quant à lui, par la rédaction du premier ouvrage de critique et de théorie littéraires chinois. Il voit la littérature comme l'art suprême, capable de guider les hommes dans leur vie, notamment pour la direction du royaume. Il établit les différences entre les différents genres de littérature, cherche le talent et les spécificités des grands auteurs dans leur souffle vital (qi), qui leur permet d'accéder à l'immortalité par leurs œuvres. C'est à lui que l'on doit la classification des Sept Lettrés de Jian'an.

### «Causeries pures» et tendances anticonformistes

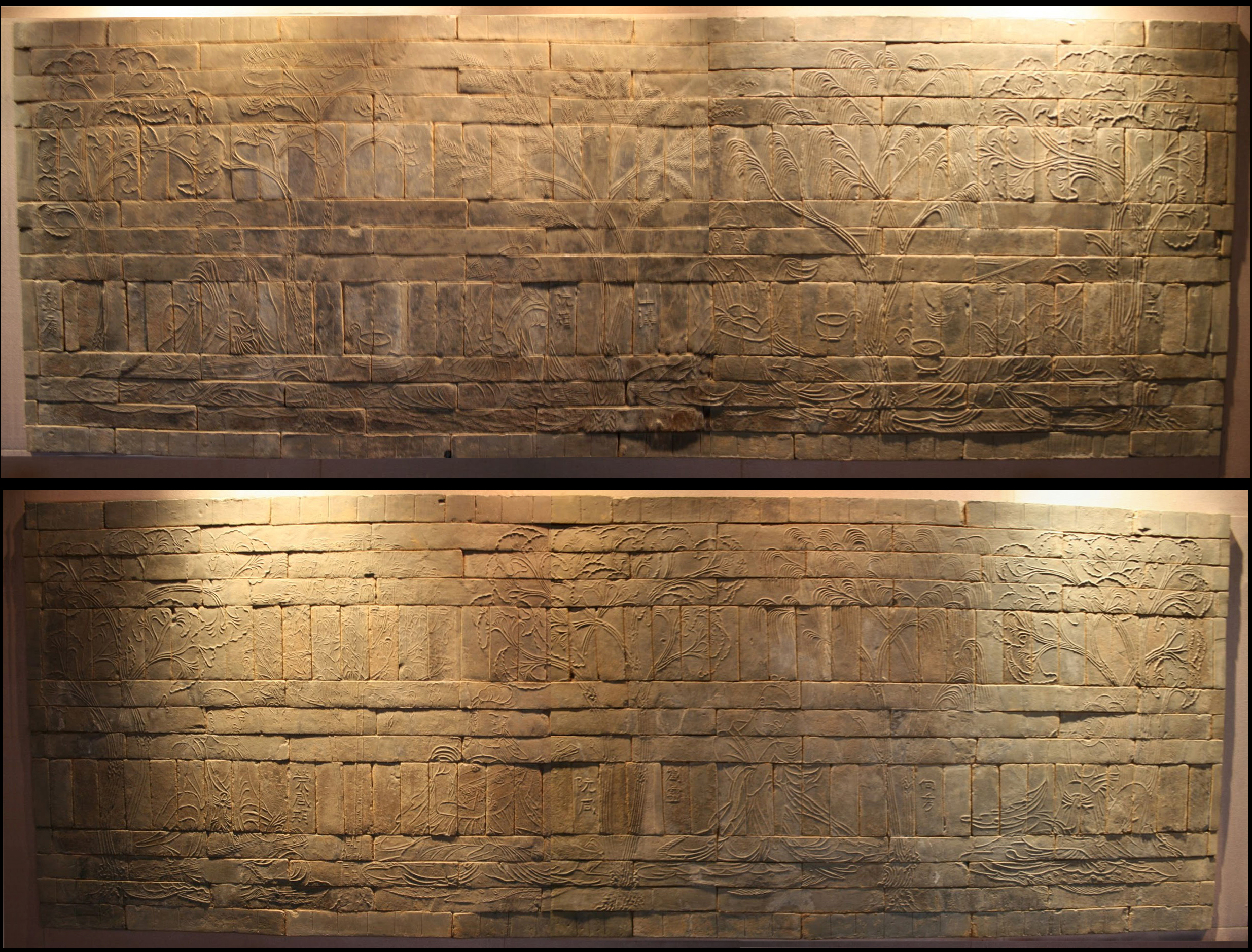
Les Sept Sages de la forêt de bambous. Relief mural ancien (v. 450-479). En haut : Partie de mur de brique réalisée d'après une copie d'une peinture de Lu Tanwei (v. 450). En bas, partie complétée par le copiste dans l'esprit de Lu Tanwei. Le mur se trouve dans une tombe de la période des Song du Sud (seconde moitié du Ve siècle), représentant les Sept Sages de la forêt de bambous (des Trois Royaumes) et Rong Qiqi (penseur des Printemps et Automnes) dans une « causerie pure », buvant, fumant et célébrant les arts de la poésie et de la musique. 80 × 240 cm.

La fin de la dynastie Han et les débuts du royaume de Wei voient l'essor des « causeries pures » (qingtan), art de la discussion entre lettrés visant à mettre en évidence le « caractère » de leurs pairs, et à analyser les concepts par le débat. Les tenants de l'« école des noms » (mingjiao) mettent particulièrement en avant cette recherche des qualités individuelles, visant à situer chacun dans l'ordre social en fonction de ses mérites propres et non de son lignage. Ces réflexions influencent la mise en place du système de recrutement des fonctionnaires des Neuf-rangs. Elles sont approfondies plus tard par Liu Shao, un ministre de Wei, dans son Traité des caractères (Renwu lun, v. 240).
Les causeries pures favorisent par ailleurs la libération de la parole des esprits les plus iconoclastes, qui cherchent à remettre en cause l'orthodoxie confucéenne, en retrait avec le déclin puis la chute du pouvoir Han. Durant l'ère Zhengshi (240-249), sous le patronage de Cao Shuang qui exerce alors la régence, émergent de grands penseurs : He Yan (190-249) et surtout Wang Bi (226-249). Ils sont les initiateurs de l'« étude du Mystère » (xuanxue), reprenant notamment des concepts issus des classiques antiques de l'école du tao (le Zhuangzi et le Laozi) tout en accordant une grande importance à Confucius. Penseur cherchant à mêler les courants opposés, Wang Bi est aussi l'auteur de commentaires et éditions majeurs du Daodejing et du Yijing. L'exécution de Cao Shuang par Sima Yi en 249 marque la fin de cette période de pensée originale à la cour, He Yan étant mis à mort car marié à une princesse Cao. Les Sima-Jin favorisent les idées confucéennes. Ils sont liés à Wang Su (en) (195-256), beau-père de Sima Zhao, et rédacteur de divers commentaires de classiques confucéens et de rituels officiels qui devaient avoir une grande influence à l'époque médiévale.
Les lettrés écartés continuent cependant à être actifs dans leurs lieux d'exil et développent une pensée jugée anticonformiste. C'est le cas de ceux que la tradition chinoise a retenu, sous le nom de groupe des « Sept Sages de la forêt de bambous », car ils auraient eu pour habitude de se retrouver pour des causeries et des agapes dans un ermitage nommé la « forêt de bambous ». Les mieux connus sont les poètes Xi Kang (223-262 ; lui aussi exécuté, sur ordre de Sima Zhao) et Ruan Ji (210-263). Ils reprennent dans leurs textes des thématiques taoïsantes (comme l'immortalité chez Ruan Ji). La pensée de ces personnages est assez difficile à cerner car peu documentée, et il est du reste loin d'être assuré (et même peu probable) qu'ils aient constitué un véritable groupe. Ils sont, quoi qu'il en soit, passés à la postérité, en particulier dans le taoïsme, comme des modèles de sages retirés du monde et refusant de se vouer coûte-que-coûte au service du pouvoir.

### L'essor du taoïsme et du bouddhisme
La période des Trois Royaumes voit s'accélérer l'essor du taoïsme religieux, déjà très marqué durant les dernières décennies des Han postérieurs. La présence du bouddhisme restant encore réduite aux cercles des convertis.
Depuis le milieu du IIe siècle, l'aspect religieux et populaire du taoïsme se développe. Cela passe notamment par la divinisation de Laozi, devenu le Saint taoïste par excellence, pivot du cosmos, position reprise de celle du « Grand Un » de la cosmologie officielle. Le taoïsme puise aussi dans les réflexions et pratiques des fangshi, spécialistes des arts occultes que sont la magie et la divination. Ils sont souvent portés vers les recherches visant à prolonger leur vie, en nourrissant leurs énergies vitales par des exercices respiratoires et de gymnastique. Ils entretiennent des relations contrastées avec le pouvoir : Cao Cao est ainsi hostile à la magie populaire, mais s'entoure de nombre de ces spécialistes de l'occulte, notamment parce qu'ils légitiment son autorité.
Le premier mouvement collectif qui émerge, et couramment qualifié de « taoïste » (même s'il ne s'est jamais considéré comme tel) et ayant un aspect populaire très marqué, est celui de la secte des « Turbans jaunes ». Témoins de la désagrégation de l'empire Han, le fondateur Zhang Jiao et ses fidèles annoncent la venue de l'ère de la « Grande Paix » (courant dit de la « Voie de la Grande paix »), époque d'harmonie et de paix. Réprimé par les généraux Han, ce mouvement s'éteint alors même qu'il inspire vraisemblablement les mouvements suivants.

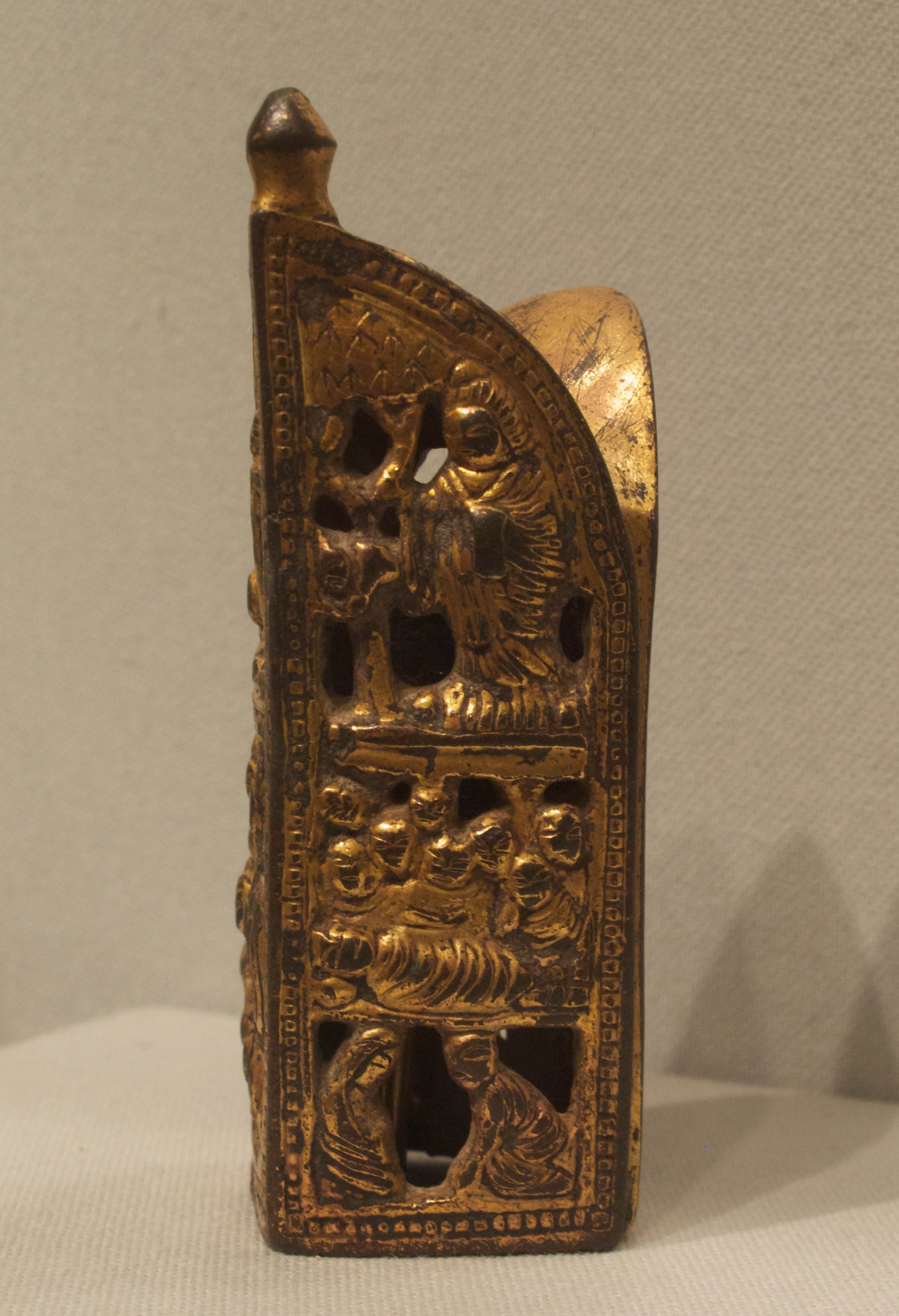
Autel portatif, scènes de la vie de Bouddha. Bronze doré, H. 8 cm, v. 200-300, Trois Royaumes. Musée d'Art asiatique de San Francisco.

L'école des « Maîtres célestes », ou « Voie des Cinq boisseaux de riz » (d'après le montant de la contribution que les membres doivent verser à l'ordre) est la seconde grande secte taoïsante à émerger. Elle aurait été fondée par un certain Zhang Daoling à propos duquel on ne sait pas grand-chose. Son petit-fils, Zhang Lu, fonda dans le Sichuan un véritable État très hiérarchisé qui donna du fil à retordre aux seigneurs de la guerre voisins. Il prend le titre de « Maître céleste », emprunté aux écrits de Zhuangzi. Il aurait été, selon cette tradition, choisi par le dieu Laozi pour diriger les fidèles, en attendant l'ère de la Grande Paix. En 215, Zhuang Lu se rend à Cao Cao, le reconnaissant comme empereur légitimé par Laozi en échange de la possibilité de continuer à diriger la secte des Maîtres célestes. Elle existe encore de nos jours, dirigée par ses descendants. Elle est devenue après le IIIe siècle l'un des principaux courants du taoïsme qu'elle a fortement contribué à former et organiser, mais comme ses pratiques religieuses sont surtout connues par des textes postérieurs, on ne peut pas dire grand chose de certain sur elle pour la période d'émergence de la secte,.
Le bouddhisme avait commencé à s'implanter en Chine du Nord sous les Han, arrivé à partir des routes reliant cette région à l'Asie centrale (la « Route de la soie »), alors en plein essor. Dans cette phase initiale, le bouddhisme chinois se développe par le biais de traductions en chinois de textes sacrés écrits en sanskrit. La traduction est effectuée par des moines originaires de pays bouddhistes centre-asiatiques. On n'assiste pas à la rédaction de textes originaux, le bouddhisme n'étant pas encore assez ancré dans le milieu intellectuel chinois pour cela. Les premiers grands traducteurs sont actifs à Luoyang à la fin des Han, comme le moine d'origine gandharienne Lokaksema, qui favorise l'essor du bouddhisme. Cet effort de traduction semble avoir marqué le pas dans le Nord sous les Cao-Wei, en dépit de l'activité de moines comme l'Indien du nom de Dharmakara, qui aurait traduit un traité de discipline monastique (vinaya) dans les années 249-253. C'est le royaume de Wu qui prend le relais dans l'effort de traduction, avec Zhi Qian, un Yuezhi, et Kang Senghui, un Sogdien. Sans constituer des apports majeurs, ces traductions font progresser la connaissance et surtout la pratique du bouddhisme en Chine. Sun Quan aurait érigé un monastère à l'emplacement d'une relique du Bouddha, le premier de son genre en Chine, qui devait devenir l'un des plus importants centres bouddhistes du Sud à l'époque médiévale.

## Postérité

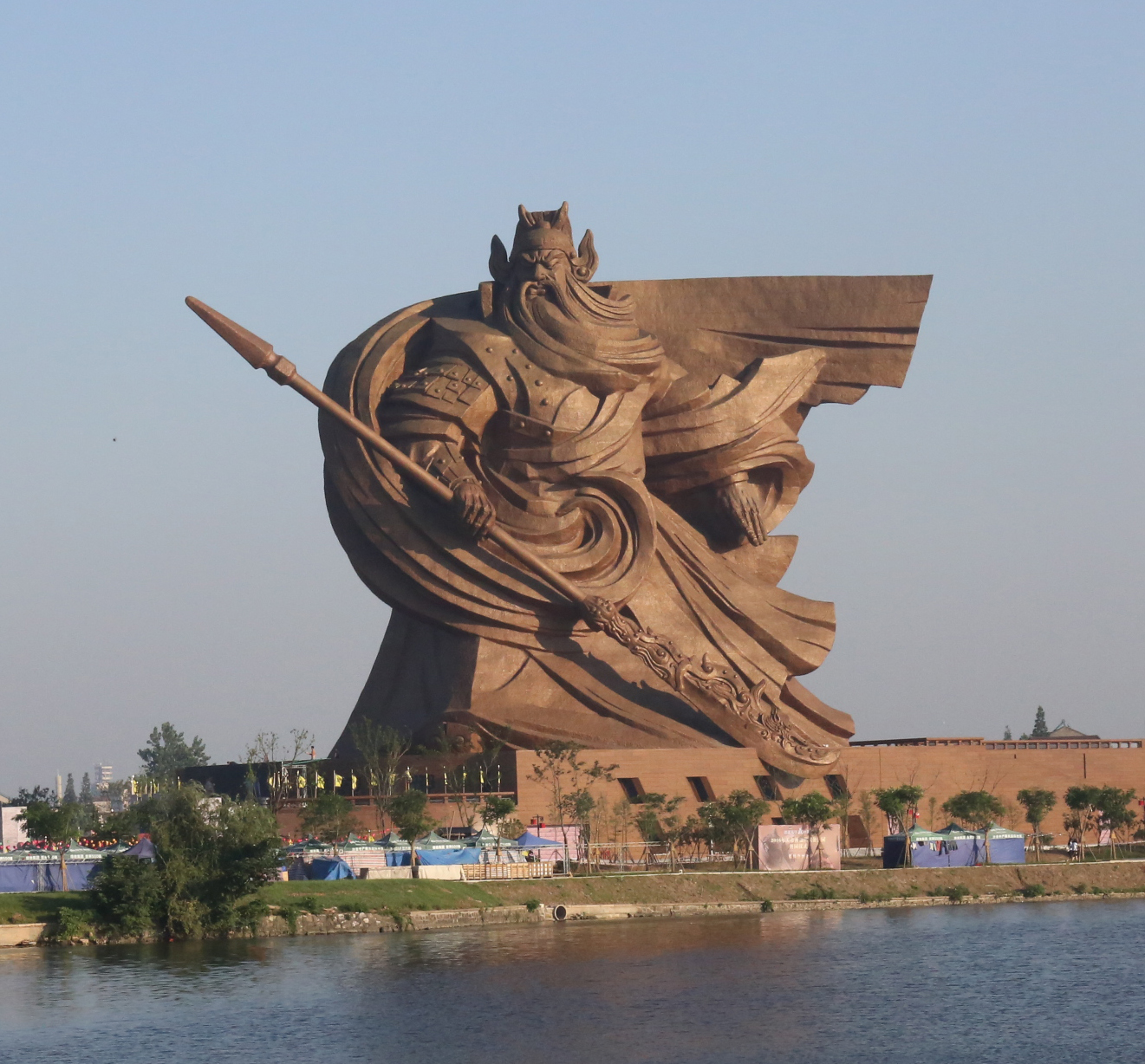
Statue monumentale de Guan Yu à Jingzhou, érigée en 2016.

En dépit de sa brièveté, la période des Trois Royaumes occupe une place importante dans la civilisation chinoise.
D'abord parce que les trois entités politiques qui se sont alors partagées la Chine ont posé les bases d'un nouvel ordre sur les ruines de l'empire Han. Elles ont ouvert la voie à d'autres royaumes qui par la suite dominent chacun des parties de la Chine durant la période des « Seize Royaumes » (304-439) et des « dynasties du Nord et du Sud » (420-589), qui mettent entre parenthèses l'unité chinoise consolidée par les Han, même si l'idéal unificateur ne meurt jamais et peut être mené à son terme par les Sui et les Tang. Chacun des Trois Royaumes a diversement contribué à la mise en place des structures politiques, sociales et économiques de cette période de division. Mais plusieurs tendances qui se mettent en place durant le IIIe siècle, sont confirmées durant les siècles suivants. Tout d'abord, dichotomie entre seigneurs de la guerre, fondateurs de royaumes éphémères, et dynasties d'aristocrates locaux, à la longévité plus importante, disposant des institutions politiques liées (notamment le système des Neuf rangs). Ensuite, les guerriers issus des peuples des steppes septentrionales sont de plus en plus importants en Chine, constituant finalement leurs propres royaumes. Tout aussi important, développement et autonomie des régions méridionales. Enfin, dans le domaine de la pensée et de la littérature, les grands esprits de l'époque des Trois Royaumes sont suivis par d'autres penseurs qui poursuivent leurs réflexions personnelles et naturalistes ; tandis que le taoïsme et le bouddhisme continuent leurs progrès, jusqu'à être profondément ancrés dans la population chinoise - alors que le confucianisme connaît une longue éclipse.
Plus loin dans le temps, la période des Trois Royaumes est devenue une référence incontournable dans la civilisation chinoise, les écrivains et artistes ayant allègrement puisé dans la galerie de personnages hauts en couleur, intrigues politiques et exploits militaires dont fourmille cette époque et qui sont aisément accessibles à partir de la Monographie des Trois Royaumes. Dès l'époque des Tang (618-907) des poètes indiquent qu'elle est, à leur époque, un sujet courant de ballades et de contes, puis au XIe siècle pour le théâtre d'ombres, et ce succès dans la littérature et les spectacles populaires se confirme par la suite.
Le plus remarquable écrit est de loin le Roman des Trois Royaumes, rédigé au XIVe siècle par Luo Guanzhong, version romancée de la Monographie, un des monuments de la littérature chinoise. Les personnages de cette période sont devenus des figures exemplaires, prenant dans ces textes une fonction moralisatrice suivant la vision confucéenne : Cao Cao y est présenté comme un usurpateur, certes un grand guerrier mais aussi comme un personnage autoritaire, rusé, faisant montre de peu de scrupules ; à l'inverse, Liu Bei, vu comme l'empereur légitime en raison de ses liens familiaux avec les Han (ici acceptés comme véridiques), et ses acolytes Guan Yu (devenu une divinité guerrière très populaire) et Zhang Fei y sont les modèles des guerriers vertueux ; les talents de stratège de Zhuge Liang sont magnifiés. Ces interprétations n'ont pas été sans influencer les perceptions que les historiens ont pu avoir de ces personnages, avant qu'elles ne soient nuancées, par exemple en réévaluant les accomplissements de Cao Cao. Certains passages du Roman, inspirés de faits réels comme la bataille de la Falaise rouge, ou imaginaires comme le stratagème de la ville vide, sont très connus en Chine.
La popularité du Roman des Trois Royaumes est prolongée de nos jours par le cinéma (Les Trois Royaumes, film chinois de John Woo sorti en 2008, reprenant les événements conduisant à la bataille de la Falaise rouge) ou le jeu vidéo (en particulier la série japonaise Dynasty Warriors). Le succès du roman s'exporte dans les régions voisines habituellement très influencées par la culture chinoise, comme la Corée ou le Japon, où les artistes reprennent la tradition de représenter des scènes de cette période, jusqu'au mangaka Mitsuteru Yokoyama et son Sangokushi qui s'appuie sur l'intrigue du Roman des Trois Royaumes. Ainsi, des expositions japonaises misent sur la popularité de l’œuvre littéraire afin de présenter les découvertes archéologiques récentes.

Personnages de la période des Trois royaumes représentés dans l'art japonais.
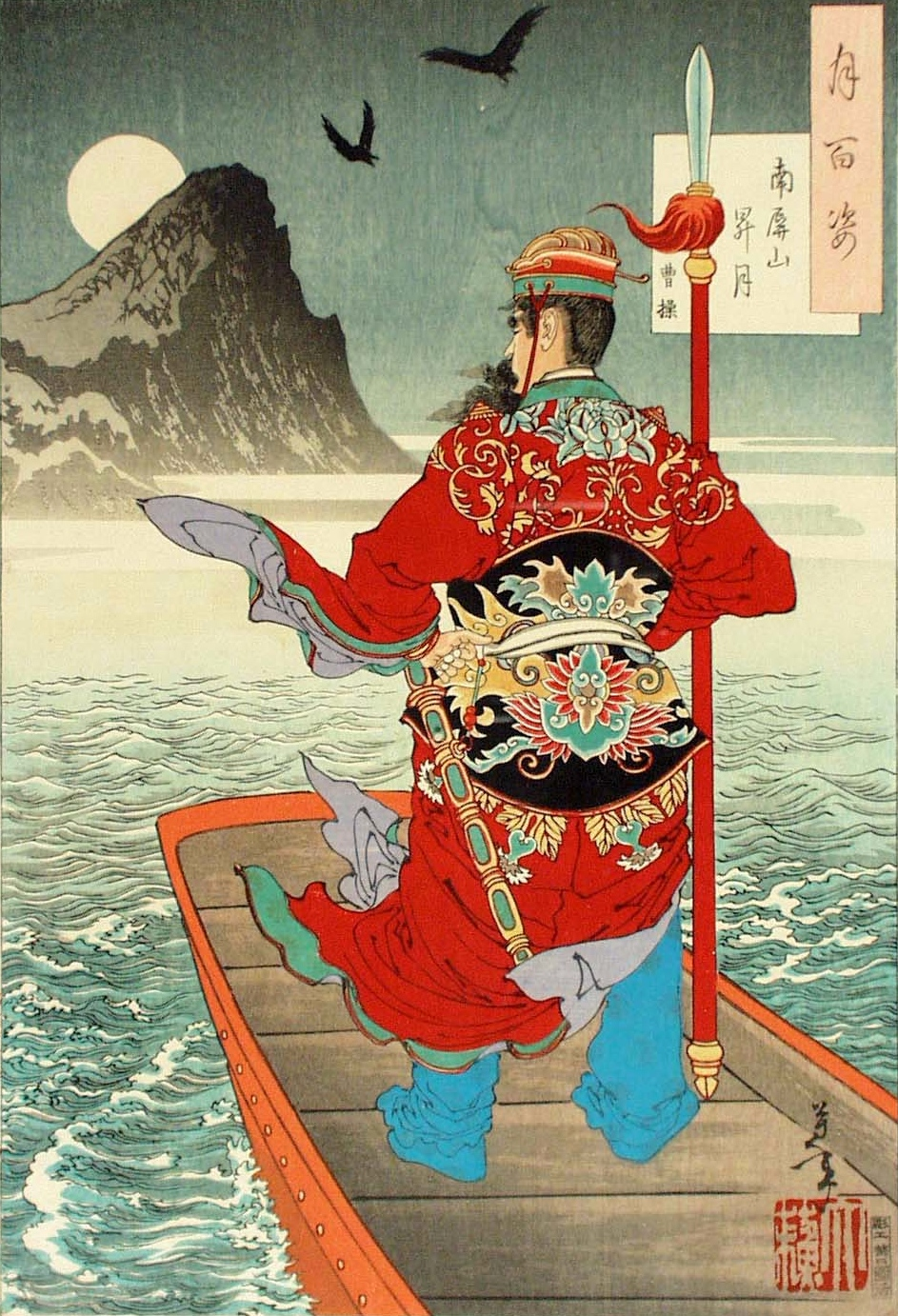
Estampe de Cao Cao contemplant le levé de lune sur le Mont Nanping, par Yoshitoshi (1839–1892).
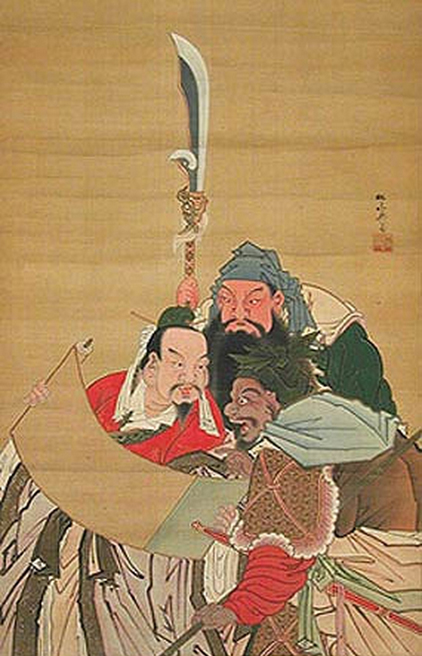
Peinture de Liu Bei, Guan Yu et Zhang Fei, par Sekkan Sakurai (1715-1790).
Les Sept sages de la forêt de bambous sur une peinture de l'époque d'Edo.